# Finnugor nyelvrokonság

Az uráli nyelvek elterjedése Európában és Ázsiában

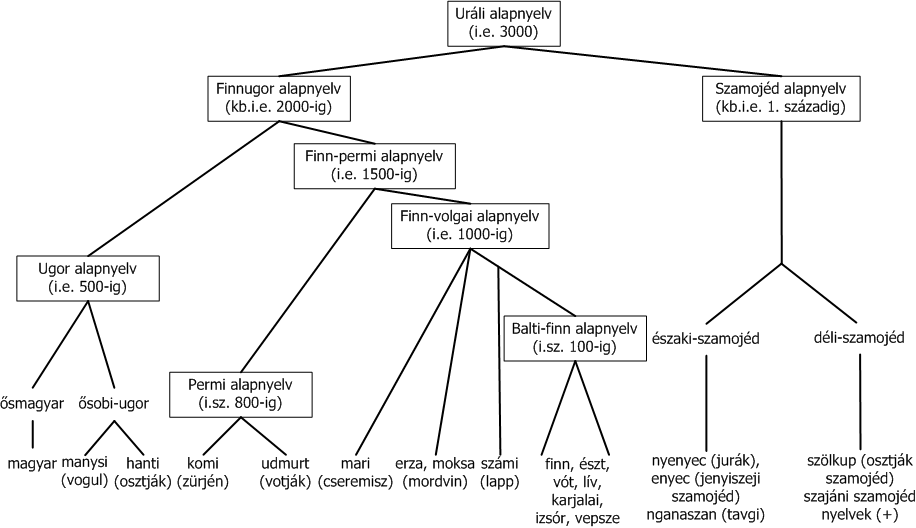
Az uráli nyelvcsalád rokonsági viszonyai (a nyelvek szétválásának feltételezett évszámaival)

Finnugor nyelvrokonság alatt a nyelvtudomány által a finnugor nyelvcsaládba tartozónak tartott, közös eredetűnek vélt élő és holt nyelvek belső (elsősorban nyelvi-nyelvtörténeti) viszonyait értjük.
A magyar és a nemzetközi nyelvtudomány általánosan elfogadott álláspontja szerint a finnugor nyelvcsaládba tartozik a magyar nyelv is, amely az obi ugor manysi/vogul és hanti/osztják nyelvvel együtt alkotja a nyelvcsalád ugor ágát. A balti-finn, volgai és permi nyelvcsaládok együttese képviseli a finn ágat. A finnugor nyelvcsalád a szamojéd nyelvekkel együtt alkotja a nagyobb uráli nyelvcsaládot. A finnugor nyelvek túlnyomó többsége jelenleg európai, az obi ugor nyelvet beszélők ősei viszont a középkor folyamán az orosz terjeszkedés következtében átszorultak az Urál keleti oldalára, Szibériába; a szamojéd nyelvcsalád ismert (élő és kihalt) tagjait beszélők azonban mind Ázsiában találhatók.
A nyelvek rokonsága nem feltétlenül jelenti az azokat ma beszélő népességek biológiai rokonságát. A magyar nyelv rokonítása a finnugor nyelvekkel Sajnovics János munkásságával, a lapp nyelv és a magyar nyelv közötti hasonlóságok, egyezések tanulmányozásával vette kezdetét, pedig a genetikai kutatások nélkül, külső embertani jegyek alapján is nyilvánvaló, hogy a lappok sem a finnekkel, sem a magyarokkal nem állnak közelebbi rokonságban. A magyar nyelv finnugor rokonsága sem jelenti azt, hogy a honfoglaló magyarok genetikailag is feltétlenül rokonságban álltak volna más finnugor nyelveket beszélőkkel; még kevésbé mondható el ez a mai magyarságról. Ugyanígy igaz, hogy a honfoglaló magyarság sem biológiai őse a ma magyarul beszélők legnagyobb részének. Az őstörténet, néprajz, nyelv és genetika elkülönítésének hiánya rendszerint komoly félreértésekre ad okot. Ezek a félreértések akkor kezdődtek, amikor a genetika tudománya megjelent a történeti segédtudományok között. Azt megelőzően a "genetikus", "genezis" stb. szavak egyszerűen a nyelv, nép, kultúra eredetének nem átvett, hanem a legkorábbi kimutatható időktől öröklődő és alakuló részére ill. az arra vonatkozó megállapításokra vonatkoztak. A genetika modern tudománya, a gének öröklődési szabályainak megismerése és történelmi információként való felhasználása azonban élesen rávilágított arra, hogy a hagyományos elképzeléseknél színesebb lehetett a történelmi valóság. Az ismert uráli (finnugor, ugor) közös szótövek ugyan az örökléstan biológiai megvalósulásának verbális megjelenítésére messzemenőleg elegendőek, tehát az eredeti (ős)nyelvi közösség biológiai egysége mellett tanúskodnak, a történeti és néprajzi adatok már következtetni engednek a különböző etnikumok és egyéb csoportok sokszor tudatos, máskor kikényszerített keveredésére, a genetika egyrészt még háromezer év távlatából is képes a finnugorokra jellemző gének maradékainak kimutatására, másrészt azonban színes képet vázol az évezredek során a magyarságba olvadt, vagy génjeit más típusú nemi kapcsolatok eredményeképp átadó populációk örökségéről.
A magyar nyelv finnugor rokonságát bizonyítják a rokon szavakban kimutatható rendszerszerű hangmegfelelések (hangváltozási szabályok), amelyek segítségével a rokon nyelvek szókincsének egy része közös alapnyelvi szóalakokra vezethető vissza, továbbá a finnugor nyelvek és a magyar nyelv közt kimutatott hangtani (fonetikai és fonológiai), szótani (morfológiai), jelentéstani (szemantikai) és mondattani hasonlóságok, valamint bizonyos ma különböző jellegzetességek kialakulásának és eltérő fejlődéseinek leírhatósága a közös eredettől a mai formákig.
A  nyelvrokonság és a származás árnyalt összefüggéseit tárja fel a rokonnyelvű népek örökségének és a magyar ősműveltség legkorábbi rétegeinek rokonsága, amely egyrészt a műveltség különböző területein (anyagi kultúra, zene, irodalom stb.) a nyelvi örökség tanúságát alátámasztó elemekkel bír, másrészt egyre részletesebb és színesebb képet rajzol fel mind a nyelvtörténeti kutatások, mind a rokontudományok, különösen a régészet kutatásainak előrehaladtával. A genetika egyre szaporodó adatai ezek összefüggéseit inkább árnyalják, de nem relativizálják, és legkevésbé sem cáfolják.

## Nyelvészet, kultúra és genetika
A nyelvek rokonságának vizsgálata a történeti és összehasonlító nyelvtudomány feladata.
A nyelvtörténeti kutatásokat különösen megnehezíti a korai nyelvemlékek hiánya. A különféle nyelvekből hangzóanyaggal csak a hangrögzítő berendezések (fonográf, gramofon stb.) XIX. századi feltalálása óta rendelkezhetünk, de a legtöbb nyelv esetében még írásos nyelvemlékeink is csak néhány száz, igen szerencsés esetben néhány ezer évesek. Az urali nyelvcsalád tagjai közül is csupán a magyar bír komolyabb múltra visszatekintő írásbeliséggel. Feltételezhető, de nem igazolt, hogy a magyar törzsek már a honfoglalás előtt is ismerték az írást, bár valószínűleg nem rendelkeztek a mai értelemben vett írásbeliséggel. A jelenleg ismert és elfogadott értelmezéssel bíró magyar nyelvemlékek a honfoglalás után keletkeztek. Régebbi nyelvemlékeink szilánkosak és kevesek, ami maradt, nem több, mint néhány idegen nyelvű szövegekben megőrzött személynév, méltóságnév és helynév. Már az Árpád-korból származnak az idegen nyelvű munkákban, latin nyelvi környezetben megőrződött korai magyar szórványemlékek(ilyen például a tihanyi apátság alapítólevele (1055), a tihanyi apátság birtokösszeírása (1211), Váradi regestrum (1208-1235), Anonymus Gesta Hungaroruma (1250 és 1270 közt)), amelyekben jobbára személy- és helynevek maradtak fenn. A XII. századi Pray-kódexben őrződött meg a  magyar nyelvű Halotti beszéd, a ma ismert legkorábbi összefüggő magyar nyelvű szövegemlékünk. A finn írásbeliség csak viszonylag későn, a XVI. század közepén jött létre, a kisebb finnugor nyelvek többsége pedig egészen a XX. századig nem rendelkezett saját írásbeliséggel. Az írásos nyelvemlékek kapcsán azt is érdemes szem előtt tartani, hogy az érintett nyelv hangkészletét hiányosan és rosszul visszaadó betűkészletek és szabályozatlan helyesírás okán valójában csak találgatni lehet, hogy az olyan korai nyelvemlékek, mint a Halotti beszéd és könyörgés miként is hangzottak élőbeszédben. Ebből következik, hogy a finnugor nyelvrokonság okán vizsgálat alá vett nyelvek XIX. századnál korábbi nyelvállapotainak vizsgálata és leírása az etimologizálást is beleértve kizárólag rekonstrukción alapul, annak eredményeit tényanyag nem támasztja alá. Így csak a kérdéskörben születő különféle elképzelések és elméletek, nyelvi rekonstruktumok hihetőségének, elfogadhatóságának, valószínűségének, plauzibilitásának eltérő fokairól beszélhetünk a természettudományok körében megszokott jellegű bizonyosság helyett. Ezek a rekonstrukciók voltaképpen képletek, melyek rögzítik a kikövetkeztetett szóalakok igazolható fonetikai jellemzőit, ugyanígy a nem ismert jellemzőket is (pl. külön jellel jelölhető, hogy egy szótagban nem azonosítható magas vagy mély magánhangzó állt-e). Az adott szótő hangjaira és hangtani felépítésére, szerkezetére vonatkozó, bizonyíthatónak vagy bizonyítottnak tartott ismereteink rövid, "gyorsírásos" összegzései ezek. Nyilvánvalóan különbözhetnek tehát a valamikori beszélt nyelv szavainak hangzásától, ugyanakkor azokról a nyelvészet számára fontos, elemezhető és bizonyításra (pl. a nyelvrokonság bizonyítására) alkalmas információkat közölnek. A bizonyítás maga nem az ősnyelv pontos tapasztalati ismeretén, hanem az utódnyelvek fejlődésének közös ponttól szétágazó alakulásait feltérképező rendszeres ismereteinken alapszik. Valójában azonban, mivel ez a nyelvészeti vizsgálódás rekonstruált, hipotetikus nyelvek vizsgálatára alapul, így ha egy elmélet, nyelvi besorolás akár száz százalékban megfelel is a kutatás megkezdésekor támasztott előfeltevéseknek és peremfeltételeknek, még akkor sem biztos, hogy ténylegesen helyes.
A nyelvtörténeti felismerések fontos részét képezik a történelemtudomány által feldolgozott ismereteknek. A nyelvészeti kutatás éppúgy, mint a filológia, régészet, néprajz, embertan és újabban az örökléstan kutatásai, az adott korszakra szakosodott történész számára értékes információkkal szolgál. A történész feladata aztán, hogy a különböző területekről származó ismereteket egyeztetve a lehetőséghez mérten átfogó, teljességre törekvő, részletes képet rajzoljon a kutatott korszakról úgy, hogy az mind koncepciójában, mind metodológiájában megfeleljen a társadalomtudományok terén támasztott elvárásoknak. Mivel az új felismerések a társ- és rokontudományok terén éppúgy, mint a történelemtudomány törzsterületein folyamatosan részletezik, módosítják, sőt néha átírják az ismereteinket, a történelemtudomány felrajzolta kép is természetszerűleg dinamikusan változik velük együtt. Minden azonban nem jelenti, hogy a metodológia és/vagy a feldolgozott adatok cáfolata nélkül kétségbevonhatóak lennének akár a nyelv, akár a kultúra, akár a népesség történetéről tett megállapításai.
A nyelvrokonság kérdésének vizsgálatára a humángenetika eszköztára sajnos alkalmatlan, azzal legfeljebb a rokon nyelveket beszélő népességek biológiai rokonsága vizsgálható. Különösen igaz ez az olyan holt népességek vizsgálatára, melyek nem hagytak maguk után érdemi mennyiségű rendszeres nyelvemléket (például hosszabb sírfeliratokat), melynek segítségével a vizsgált leletanyag egyértelműen egy adott nyelvi közeghez, közösséghez lenne köthető.
A nyelvrokonság nem jelenti az egy nyelvcsaládba tartozó nyelveket beszélő egyes emberek szükségszerű genetikai rokonságát, azonban az egyes nyelveket beszélő teljes populációk szintjén már a logikából ismert takarékossági elv mint legegyszerűbb magyarázatot, valószínűsíti azt.
Az első humángenetikai kutatások a finnugor népekkel való genetikai rokonságot ugyan nem tudták megerősíteni, ma már azonban mind a honfoglalás kori Kárpát-medencei népesség ásatag mintáin, mind a recens magyar és más uráli nyelvű populációkon végzett apai és anyai ági genetikai összehasonlító vizsgálatok azt mutatják, hogy a honfoglaláskori és a jelenkori magyar népességnek egyaránt jelentős rokoni kapcsolatai vannak mind a jelenkori ázsiai populációkkal, mind a ma uráli nyelveket beszélő népekkel, ráadásul e két rokonsági kör közt jelentős átfedés is van. A vizsgálatok értékét persze jelentősen csökkenti a vizsgált ásatag minták egyelőre meglehetősen kis száma, ráadásul az eredmények értelmezésében sincs széles körű egyetértés.
Egy 2014-ben elvégzett kutatás szerint kimutatható az ugor kori, Y-DNS (apai vonalú) genetikai kapcsolat a magyarok és a manysik között. Németh, Pamjav és munkatársaik így fogalmaznak: „Vizsgálataink eredménye szerint az N1c haplocsoporton belül elkülöníthető egy L1034-es jelzővel illetett mutáció (SNP változás), amely a manysi és magyar/székely N1c minták jelentős részében megvolt, míg az ugyancsak vizsgált burját, mongol és finn populációkból hiányzott (Fehér és mtsai 2014). [...] A fenti észrevételek alapján jó okunk van azt feltételezni, hogy az N1c-L1034 alcsoport ugor kori örökség a magyar és manysi génállományban.” Mende Balázs és munkatársai 2018-ra végezték el az Urál–nyugat-szibériai és Kárpát-medencei holt népességek anyai ági genetikai összehasonlítását.
A genetikai kutatások újabb eredményei  szerint az N1c haplocsoport gyakorisága a ma élő manysiknál 23,3 % a magyarokban ugyanez 0,9 %, a székely magyarokban pedig 6,3 %.
Az N1c haplocsoporton belül elkülöníthető az N1c-L1034 alcsoport. A székelyekben és az északi manysikban is 50% fölötti az N1c-L1034 alcsoport aránya az N1c haplocsoporton belül.  Az N1c-L1034 alcsoport azonban mindössze 1,1% - ban van jelen a mai magyarságban - amiből a kutatók megállapították, hogy ez annyit jelent, hogy: "Mi nem mondtunk többet, minthogy Európában a finnugor népeket – a magyar kivételével – nemcsak összeköti az N-Tat haplocsoport viszonylag magas aránya, hanem el is választja más európai népektől. Egészen konkrétan élt kb. 4000 éve egy sikeres ősapa, akinek a mai leszármazottai leginkább a mai magyarokban, manysikban, és nagy valószínűséggel a baskírokban található meg (a hantiktól nincs elegendő adat). Ez az alcsoport egyértelműen alacsony arányban van jelen a mai magyar népességben..."
Hasonló eredmények mutathatók ki a honfoglalás kori ásatag minták vizsgálataival is.
2022 májusában Török Tibor és Neparáczki Endre archeogenetikusok mintegy harminc társukkal tanulmányt tettek közzé a Current Biology című nemzetközi szaklapban, amelyben megállapítják, hogy a honfoglaló magyarok magját képező népesség finnugor származású volt.
48 mintát vettek 19 honfoglaláskori „szállási” temetőből, illetve 65 mintát 9 köznépi temetőből. A genomot, vagyis a minták teljes örökítő információját vizsgálták, majd összevetették 2700 másik archaikus genommal.
A vizsgálat legfontosabb megállapításai a következők voltak:
- A honfoglaló magnépesség genomja a mai népek közül a baskírokhoz, valamint a szibériai és volgai tatárokhoz hasonlít leginkább.
- Ugyanez a genom 50% manysi (finnugor), 35% szarmata (indoiráni) és 15% hsziungnu (ázsiai hun) keveredéseként modellezhető.

Török Tibor (az SZTE Genetikai Tanszék és az MKI Archeogenetikai Kutatóközpont munkatársa) 2023 áprilisában Szentendrén egy konferencián így ismertette eredményeiket:

„Kiderült, hogy a manysik többszörösen közelebb állnak a honfoglalókhoz, mint a többi vizsgált nép. […] A manysik ősei lehettek ősei a honfoglalóknak, fordítva viszont ez nem igaz. A nyelvészeti hipotézis tehát ül. A honfoglaló magyarok magnépessége finnugor származású volt. Gyakorlatilag igazoltuk genetikailag a finnugor elméletet.”

– Török Tibor előadása

Érdekes természetesen a másik két komponens is, amely szerint az előmagyarok nagymértékben keveredtek a korai szarmatákkal, illetve keveredtek korai hunokkal ami komoly kulturális hatást gyakorolhatott rájuk.
A kultúrák és a nyelvek története igen gyakran nem feleltethető meg egyértelműen, határozottan és kizárólagosan egy-egy népesség történetének, és sem a kultúrák, sem a nyelvek, sem a népek története nem fedi, mert nem is fedheti a génekét. Mindez azonban nem zárja ki, hogy a tudomány művelői e három kategória (illetve más lehetséges és elérhető források) adatait, információit összevessék és belőlük összefogott, egységes képet próbáljanak rajzolni: valójában ez a tudomány lényege, fő feladata, az emberi megismerés fő mozgatórugója.

## A finnugor nyelvrokonság nyelvtudományi alapjai
A nyelvészetben azokat a nyelveket sorolják egy családba, amelyekről úgy vélik, közös származásúak. Ez azt jelenti, hogy közös őstől, azaz egy közös korábbi nyelvállapotból erednek, amit alapnyelvnek vagy protonyelvnek neveznek. Az összehasonlító módszer e korábbi nyelvállapot vizsgálatának, helyreállításának egy útja a leszármazottak összevetésével és olyan elméletek alkotásával, amelyek képesek megmagyarázni a korábbi állapothoz képest történt változásokat (azaz az utódnyelvek széttartását, a divergenciát).
Az összehasonlító módszer jelenti a nyelvek nyelvcsaládokba sorolásának, a nyelvi családfák felállításának és a nyelvek családfán belüli ágakba sorolásának alapját is. A módszerrel olyan szópárokat vagy – kettőnél több nyelv esetében – szókészleteket vizsgálnak, amelyek hangalakjukban és jelentésükben majdnem vagy teljesen megegyeznek (kognátuszok). A vizsgálat célja annak kiderítése, hogy a rokon (vagy feltehetően rokon) nyelvekben a rokon (vagy feltehetően rokon) szavak, amelyeket feltehetőleg mind az ősnyelvből örököltek, mutatnak-e bármiféle szabályos hangmegfeleléseket. Amennyiben igen, úgy azok alapján szabályok alkothatók arról, hogy a hangoknak mi módon kellett kifejlődniük.
A módszer azon az elképzelésen alapul, hogy a hangok mindig szabályos módokon változnak, vagyis változásuk nyomon követhető. Azaz, ha a szókészletben szabályszerűségek figyelhetők meg, úgy felvethetők a valamikori protoalakok, a hangváltozások és e hangváltozások viszonylagos időbelisége. Ha a vizsgált nyelvek némelyike osztozik bizonyos hangváltozásokon, úgy elmélet alkotható közbenső protonyelvekről is, ami a családfa csomópontjainak kijelöléséhez szolgálhat alapul.
Itt kell megemlíteni azt a tényt, hogy a nyelvek közti genetikus kapcsolatot kutató hagyományos módszerek, így az összehasonlító módszerre épülő történeti összehasonlító nyelvészet jellegzetessége is, hogy nincs olyan tárgyilagos mérce, amely alapján egyértelműen eldönthető lenne, hogy az ismert emberi nyelvek közül melyeket érdemes vagy kell vizsgálni arra nézvést, hogy egy nyelvcsaládot alkotnak-e, azaz a nyelvek kiválasztása a nyelvészek két vagy több nyelv véletlenszerűnél nagyobb hasonlóságára vonatkozó személyes megérzésein alapul. A valószínű genetikai rokonság néha magától értetődő lehet, mint például a szláv nyelvek esetében, más esetekben a nyelvek morfológiai paradigmáinak hasonlósága, vagy a nagyszámú szókincsbeli hasonlóság utal rá.
A tárgyilagos mérce e hiánya számos vitára adott és ad okot a magyar nyelvhasonlítás történetében is; már Beregszászi Nagy Pál is azt kérte számon a korai, elsősorban német "finnugristákon", hogy miért vonták vizsgálódásuk körét indokolatlanul szűkre, mikor a magyar nyelv több keleti nyelvvel mutat hasonlóságokat, Mátyás Flórián pedig a magyart a perzsával hasonlítva kora finnugristáin kérte számon ugyanezt.
Természetesen egy alapnyelv bármely jellemzőjének helyreállíthatósága az elérhető forrásokban fellelhető nyelvi anyagtól függ. Ha a leánynyelvek már kihaltak és nem maradt utánuk nagyobb mennyiségű írott nyelvemlék, vagy élők ugyan, de nem rendelkeznek nagyobb múltra visszatekintő írásbeliséggel, az megnehezíti az összehasonlító módszer használatát és erősen rontja az eredmények megbízhatóságát. A manapság finnugornak nevezett nyelvek közül csupán a magyar bír komolyabb múltra visszatekintő írásbeliséggel, a finn írásbeliség csak viszonylag későn, a XVI. század közepén jött létre, a kisebb finnugor nyelvek többsége pedig egészen a XX. századig nem rendelkezett saját írásbeliséggel. Az írásos nyelvemlékek esetében azt is szem előtt kell tartani, hogy az érintett nyelv hangkészletét hiányosan és rosszul visszaadó betűkészletek és szabályozatlan helyesírás okán valójában csak találgatni lehet, hogy a korai nyelvemlékek miként is hangzottak élőbeszédben. Ebből következik, hogy a finnugor nyelvrokonság okán vizsgálat alá vett nyelvek XIX. századnál korábbi nyelvállapotainak vizsgálata és leírása az etimologizálást is beleértve kizárólag rekonstrukción alapul, annak eredményeit tényanyag nem támasztja alá. Így csak a kérdéskörben születő különféle elképzelések és elméletek, nyelvi rekonstruktumok hihetőségének, elfogadhatóságának, valószínűségének, plauzibilitásának eltérő fokairól beszélhetünk a természettudományok körében megszokott jellegű bizonyosság helyett.
Az összehasonlító módszer lépései a következők:
- Az első lépés a rokonnak tűnő szavak szókészleteinek összegyűjtése. Cél a minél nagyobb készletek gyűjtése. A gyűjtés során előnyben részesítik az alapszókincs körébe eső szavakat (testrészek, alapvető cselekvések, névmások stb.), mivel ezeknél a nyelvészek szerint alacsony a kölcsönzés esélye. A gyűjtés fontos szempontja, hogy a szókészletek szavai hangalakjukban és jelentésükben majdnem vagy teljesen megegyezzenek. A még elfogadható hangalakbéli és szemantikai eltérések mértéke vita tárgya a nyelvészek között.
- A második lépés hangmegfelelések keresése a szókészletekben. (Egyszerű példák: magyar három, moksa kolma, finn kolme. Magyar hal-, moksa kulo-, finn kuole-. Magyar ház, moksa kud, finn kota (kunyhó). Megfelelés: magyar h-, moksa és finn k-. De: magyar kő, moksa kev, finn kivi. Magyar kéz, moksa käď, finn käsi. Megfelelés: magyar k-, moksa és finn k-.) A talált megfelelések alapján hangmegfelelési szabályok állíthatók fel, amelyek az összehasonlító módszer előfeltevése alapján kivétel nélküliek. Ha egy szabálytól eltérés tapasztalható, elvileg lennie kell egy másik szabálynak, amivel az eltérés magyarázható. (A fenti példához kapcsolódó szabályok: A magyar szavakban szókezdeten ma h- hang található, ha azt veláris, azaz mély magánhangzó követi, míg a többi uráli nyelvben k-. Ha azonban szókezdő k- után magas, azaz elöl képzett magánhangzó következik, az magyar szavakban is k- marad, ahogy a többi rokon nyelv megfelelő szavaiban. Ez a példa egyúttal jól szemlélteti a hangmegfelelésekre építő nyelvrokonsági elméletek nehézségeit is: egyes manysi és hanti nyelvjárásokban hasonlóan a magyarhoz mély magánhangzó előtt ugyancsak h-féle hang van, azonban a többi manysi és hanti nyelvjárásban ilyen hangváltozás nem figyelhető meg. Ezt hagyományosan azzal szokás magyarázni, hogy ez az újítás az érintett nyelvek külön életében jelent meg, ami a magyar és az obi-ugor nyelvcsoport esetére gond nélkül felvethető, azonban az obi-ugor nyelvcsoport ma is viszonylag kompaktan, egy területen élő hanti és manysi nyelvei esetében már nehezen magyarázható.) Itt válik nyilvánvalóvá, miért törekszenek a nyelvészek minél nagyobb szókészletek összeállítására: nagyobb szókészletekből több esetleges hangmegfelelés ismerhető fel, a felállított szabályokat pedig több példa támaszthatja alá, ennek halmazati hatása pedig növeli a teljes elmélet valószínűségét.
- A harmadik lépés a nyelvcsalád alapnyelvének helyreállítása. Ez kétlépcsős folyamat:

a. Az alapnyelv hangrendszerének a második lépésben kidolgozott megfelelések alapján történő helyreállítása. (Körülbelül eddig a pontig jutottak az uráli/finnugor nyelvészet művelői a XIX. század végére.)
b. Az alapnyelv morfémáinak (az alaktani paradigmák és a szókészleti elemek) helyreállítása az első lépésben összeállított szókészletek alapján, az a. pontban helyreállított alapnyelvi hangrendszer alapján. (Ehhez már szükség van az általános nyelvészet, a nyelvtipológiai kutatás és a fonológia XX. században elért eredményeire.)
- A negyedik lépés az alapnyelvhez viszonyított olyan hangtani, szókészleti, jelentéstani, alaktani és morfoszintaktikai újítások keresése, amelyekben a feltételezett nyelvcsaládnak csak egyes csoportjai osztoznak.
- A negyedik lépés eredményeinek felhasználásával megalkotható a nyelvcsalád belső osztályozása, a családfa.

### A genetikus nyelvészet és a családfamodell
A családfaábrák használata a feltételezett nyelvcsaládok megjelenítésére majdnem egyidős magával a történeti nyelvészettel; először August Schleicher vetette fel alkalmazásukat 1853-ban.
Schleicherre nagy hatást gyakorolt a korszak filozófiai és természettudományos gondolkodása, különösen pedig Darwin természetes kiválasztódás útján történő biológiai törzsfejlődésről alkotott elmélete. A nyelvet, nyelveket élő organizmusnak tekintette és gyakorlatilag egyenlőségjelet tett nyelv, nép és műveltség közé (ami Herder óta közkeletű volt), a nyelvek változását pedig a biológiai törzsfejlődéshez hasonló fejlődésként írta le. A nyelveket – a bibliai hagyományt megőrizve – monogenetikusnak tekintette, a nyelvek közötti kapcsolatokat szülő–utód leszármazási, illetve testvéri rokonsági kapcsolatokként írta le. Egy nyelv így lehet más nyelvek szülője, egy másik nyelv leánya, vagy másik nyelv nővére. A családfa megmutatja a változás irányát, és a nyelvek közti viszonyt: a régebbi nyelvállapotok magasabban helyezkednek el a családfán, a közvetlen leszármazottakat pedig egyenes vonalak (ágak) kapcsolják ősükhöz.
A biológiai párhuzam több nyilvánvalóan téves előfeltevést szült:
- A nyelvek szabályos, felismerhető utakon változnak, ezért a nyelvek közti hasonlóságok leszármazási, „genetikus” kapcsolat következményei. Vagyis a nyelvek közti hasonlóságok (mint a hagyományos biológiában az alaktani jegyek) a közös eredet jelei, ilyenkor azok egy vagy több lépcsőn át közös szülőnyelvre vezethetők vissza.

A nyelvek azonban nem olyanok, mint a növények és állatok, a nyelvek ugyanis nem rendelkeznek önálló léttel; csak szokások/szabályok gyűjteményei. A nyelvi változást a nyelvhasználók, beszélők okozzák, s nem a nyelv maga. Így valójában a nyelvi változás nem mindig szabályszerű, ezért utólag gyakran nem felismerhető, a nyelvek közti hasonlóságok pedig lehetnek véletlen, párhuzamos fejlődés, vagy nyelvi univerzálék eredményei is.
- A nyelv olyan, mint a biológiai faj; minden nyelv egynemű és egyöntetű beszédközösséget alkot, amelyen belül nincs nyelvi változatosság (azaz egy nyelvközösség minden tagja minden tekintetben pontosan ugyanúgy beszél), a szomszédos nyelvekkel való érintkezés pedig nem idézhet elő a nyelven belül változást (ahogy a biológiai fajok nem kereszteződnek egymással).

Ez nyilvánvalóan téves, mert tapasztalatból tudjuk, hogy nincsenek egynemű, belsőleg teljesen egységes nyelvek, a nyelvek közt pedig vannak kölcsönhatások.
- A nyelvek szétválása, elkülönböződése hasadásokkal, átmeneti lépések nélkül történik, úgy, hogy a nyelvközösségek újra és újra szétválnak, miközben a köztük lévő kapcsolat végleg megszakad.

A nyelvek szétválása azonban általában lassú szétfejlődés eredménye, ahol először nyelvváltozatok, nyelvjárások alakulnak ki, s csak sok-sok évnyi lassú és fokozatos nyelvi változás eredményeként válnak külön nyelvekké. (A nyelvjárás és önálló nyelv közti határ valójában nem éles, azt gyakran egyéb, nyelven kívüli tényezők határozzák meg, a hanti és manysi számos nyelvváltozatát nyelvjárásokként szokás kezelni, bár csak korlátozott köztük a megértés, míg az észt és finn önálló nyelv voltát nem szokás kétségbe vonni, bár a két nyelv beszélői megértik egymást.)
- A családfa különböző ágai és alágai nem mehetnek át olyan változásokon, amelyeket a törzs egy korábbi elágazódásán lévő nyelv okoz, vagyis az érdemi nyelvi változások mindig vertikálisak és egyirányúak.

Ezért pl. a latin nem hathatna az angolra, az ógörög a németre, de tudjuk, hogy ez a két holt nyelv mennyire mély nyomot hagyott még a más nyelvcsaládba tartozó magyar nyelven is.
Az elképzelés hiányosságai  már születése pillanatában nyilvánvalóak voltak, de jól kiszolgálta a korszak nacionalista közéletének igényeit, mert egyszerű és közérthető választ kínált néhány fontos korkérdésre, ezért gyorsan népszerűvé vált. Népszerűsége miatt a családfamodellhez kapcsolódó terminológia széles körben elterjedt és rögzült, bár manapság a nyelvészek már gyakran másképp határozzák meg a "nyelvcsalád" és "nyelvrokonság" fogalmát.
A módszer alkalmazhatósága két fontos előfeltevésre épül. Ezek közül az első, hogy a nyelvek mindig egy egyszerűbbtől egy bonyolultabb nyelvállapot felé fejlődnek. Ez az előfeltevés szükségszerű, hisz, ha a nyelvfejlődés során egyszerűsödés zajlott, úgy fennmaradt írásos nyelvemlékek hiányában az utólagos rekonstrukció lehetetlen. Azonban az emberi nyelvek összetett rendszerek, amelyek önmagukban is több alrendszert tartalmaznak, és e nyelvi alrendszerek bonyolultsága nyelvenként eltérő, ráadásul a nyelvek fejlődése során az alrendszerek is átalakulnak: némelyik egyszerűsödik, mások összetettebbé válnak. Ez okozta, hogy a nyelvészek nem tudták besorolni a kínai nyelveket, mert azok izoláló nyelvekként látszólag ősi primitívséget tükröztek. (Friedrich Max Müller például az 1800-as évek közepén szigetnyelvként tekintett a kínaira.)
A másik előfeltevés, hogy a nyelvek elkülönböződése hasadásokkal történik, úgy hogy a nyelvközösségek újra és újra szétválnak, miközben a köztük lévő kapcsolat végleg megszakad. Azonban ilyesmi a valóságban csak elvétve történt, így valójában ez nem a szabályt, hanem a kivételt jelenti a nyelvek születésében.
Valójában a nyelvi változások a nyelven belüli szétterjedés folyamatának köszönhetően születnek; a nyelvi közösség egymással kapcsolatban álló beszélői/nyelvhasználói egymást másolva együttesen fogadnak be és terjesztenek el valamely újító beszédmódot, nyelvi szokást. Ha ez az újítás a nyelvi közösség egy részének nyelvhasználatában állandósul, úgy annak nyelvi örökségévé is válik, így továbbadható a leszármazottaknak. Valójában ez a szétterjedési folyamat húzódik meg a nyelvek közti „genetikus” kapcsolatok mögött, ahol minden alcsoportot azok az újítások határoznak meg, amelyeken azok tagjai együtt átmentek. Ezek a nyelven belüli szétterjedési folyamatok kölcsönösen érthető beszédváltozatok közt zajlanak le. A nyelvi közösségek ilyen esetekben a köztük a különbségeket növelő nyelvi újítások bekövetkezte után is érintkezésben maradnak. Ilyen esetekben, mivel a kapcsolatban álló beszédközösségek nyelvváltozatai hosszabb-rövidebb ideig még egymás számára kölcsönösen érthetők maradnak, semmi sem akadályozza meg, hogy az eljövendő nyelvi újítások a kialakult nyelvi hálózat egymással átfedésben lévő részein gyökeresedjenek meg. Az izoglosszák így kialakuló, a nyelvi újítások többszörös bonyolult átfedését és rétegződését mutató rendszere egymást metsző genetikai alcsoportokat eredményez, aminek leírása a családfamodellel lehetetlen.
A családfák felállítását tovább nehezítik a nyelvek közt történő kölcsönzések, átvételek, másolások. Ilyenek nem csak az egy családba tartozó nyelvek, de különböző nyelvcsaládokba sorolt nyelvek közt is megeshetnek.
A kölcsönzés során egy csoport anyanyelvébe idegen sajátságokat építenek be annak beszélői: az anyanyelv fennmarad, de megváltozik a bekerült jellegzetességek hozzáadódása által. Az idegen nyelvi elemek átvételének nincs elvi korlátja: szigorúan nyelvészeti értelemben tekintve nincs semmiféle elvi akadálya bármely nyelvi elem vagy jellegzetesség bármely nyelvből bármely más nyelvbe történő átvitelének. Ezért, ha a vizsgált nyelvekből nincs jelentős mennyiségű korai nyelvemlék, a nyelveket beszélő népességek története pedig nem, vagy csak igen rosszul ismert és adatolt, akkor a nyelvi átvételek azonosítása, az átvételek idejének, időrendjének, folyamatának, de gyakran még az átvétel irányának tisztázása is nehézkes, vagy épp lehetetlen. Ilyen körülmények között a nyelvek leszármazását eredményesen kutatni alig-alig lehetséges.
Mivel a ma uráliként számon tartott nyelvekből nem állnak rendelkezésre számottevő korai nyelvemlékek, beszélőik korai története pedig adatolatlan és ismeretlen, az ismert történetük során viszont beszélőik egymás mellett vagy egymással összekeveredve, egyazon területen éltek, ráadásul az uráli nyelvekhez nyelvtipológiailag igen hasonló altaji és paleoszibériai nyelveket beszélő népességgel is osztoztak és osztoznak ma is lakhelyükön, így rendkívül kiterjedt, sokirányú és sokrétű nyelvi átvételekre került sor. Azonban e nyelvi kapcsolatok szétfejtése, az átvételek idejének, időrendjének, folyamatának, az átvétel irányának tisztázása a fentebb említett okokból jobbára nehézkes, gyakran pedig lehetetlen. Ez egyúttal azt is jelenti, hogy e nyelvek esetében a szó hagyományos értelmében vett genetikus, leszármazási kapcsolatokat feltárni, átfogó családfákat felállítani nemigen lehet.

### A finnugor nyelvrokonság rendszere
A párhuzamosságok, pl. a hangtan terén a rendszeres hangmegfelelések megfigyelése képezi a nyelvrokonság bizonyításának folyamatában az első lépést. Két rokon nyelv (például a magyar és a manysi) rokon szavai olyan párhuzamokat mutatnak, amelyek a véletlenszerűséget kizárják. A megfeleltetések szabályossága ugyanis nem csak e két nyelv szavainak bizonyos csoportjában figyelhető meg – a rokon nyelvek bármely két nyelvét kiválasztva ugyanannak a szóhalmaznak egy részét – és köztük a rendszerszerű párhuzamokat – biztos, hogy megtaláljuk. Így lehetséges, hogy az uráli nyelvek közös korpusza (ld. Starostin uráli adatbázisa) több, mint ezer szótőt sorol fel, amelyből 230 megtalálható a magyarban is (A Magyar Tudományos Akadémia Uralonet adatbázisában végzett kereséssel 229 olyan, biztosnak ítélt finnugor etimológia és 121 biztosnak ítélt uráli etimológia található, amely a magyarban is megvan.)– ezek pedig minden rokonnyelvi megfelelőjükkel szabályos megfeleléseket (párhuzamokat) mutatnak. Ugyanez érvényes minden nyelvcsalád bármely két rokon tagjára is, tehát univerzális nyelvtörténeti jelenségről, a nyelvek történeti (diakrón) változásának látható és megfogható következményeiről van szó.
A hangmegfelelések felismerése, szabályaik azonosítása nem mindig könnyű – sőt, például a magánhangzók esetében, igen bonyolult is lehet. A hasonlóság akár megtévesztő is lehet. Nem mindegy, például, hogy a megfigyelt hang milyen hangtani környezetben (például zöngés hang vagy zöngétlen mássalhangzó, mély vagy magas magánhangzó következik utána) és milyen helyzetben (szó eleji, szó közepi, szó végi pozícióban) van. Bizonyos hangváltozások csakis bizonyos hangtani helyzetben, környezetben zajlanak le, mások esetleg mindettől függetlenül mennek végbe. Minden hangváltozásra igaz azonban, hogy a nyelv történetének egy bizonyos szakaszában ment végbe.
A mai nyelvek rokon szavai közötti hangmegfelelések kialakulásának folyamatát és jellemzőit írják le a hangtörvények. A hangtörvények tehát nem azt rögzítik, hogy melyik rokonnyelv milyen helyzetben és környezetben álló melyik hangja melyik más nyelvben milyen hangnak felel meg, hanem azt, hogy ezek a hangmegfelelések hogyan jöhettek létre. A hangtörvények tehát adott nyelv hangrendszerének változásait írják le. Csak úgy alkothatunk képet a jelenleg is megfigyelhető megfelelések okairól, ha áttekintjük azokat a releváns hangváltozásokat, amelyek a két vizsgált nyelv történetében a legközelebbi közös ős felbomlása óta történtek.
Nem változhat azonban akármilyen hang akármilyen másik hangra. A lehetséges hangváltozásoknak vannak fizikai korlátai (a száj berendezéséből adódó lehetetlenségek) éppúgy, mint nyelviek. Az utóbbihoz tartozik a hangrendszer arányossága – a hangképzésnek úgy kell kihasználnia a szájüreg adta lehetőségeket, hogy az továbbra is lehetővé tegye a hatékony kommunikációt.
Minden hangváltozás az adott hang valamilyen fontos és jellemző tulajdonságát változtatja meg. A változás mindig fokozatos, vagyis egyszerre csak egyik jellemző változhat. A mássalhangzók leírásához általában szükséges fő változók például a következők: (1) a képzés helye a szájüregben, (2) a képzés módja (zöngésség, hehezetesség, lágyság, nazalitás) (3) az ejtés hossza.
- A hangtörvények
- A hangtani rendszer
- A morfofonológiai rendszer
- A szókészlet
- A szótan
- A mondattan

### A finnugor nyelvek nyelvtipológiai jellemzői
- nagyszámú toldalék használata, vagyis agglutináció
- nincs nyelvtani nem
- a jelző megelőzi a jelzett szót
- számnevek után egyes szám áll (sok ember, nem *sok emberek)
- a névszói állítmány gyakorisága (azaz a kopula hiánya), például édesapám tanár, nem *édesapám van tanár
- birtokos személyragozás (kutyám, kutyád stb.)
- a birtoklást a habere ('birtokolni') ige nélkül, birtokos személyjellel és részeshatározóval fejezik ki (például nekem van lovam, nem *én birtoklok lovat)
- számos nyelvben megtalálható a magánhangzó-harmónia valamely változata.
- számos nyelvtani eset használata (az indoeurópai 4-7 esetnél jóval több eset használatos, azonban nagyok az eltérések; például az északi hanti nyelvekben csak 3, a finnben 14, a magyarban 16~21 eset van.)
- a jelző nincs egyeztetve a jelzett szóval, például gyönyörű kuvaszokat és nem *gyönyörűeket kuvaszokat (egyes balti-finn nyelveknél van egyeztetés, de a kutatások szerint ez későbbi fejlemény)
- tárgyas igeragozás (csak az ugor és szamojéd nyelvekben, valamint a mordvin nyelvben)

Azonban e nyelvtipológiai jellemzők Eurázsia számos nyelvében megtalálhatók. Az a terület, amelyen az uráli nyelvcsalád kialakult, Észak-Eurázsia. E terület mind műveltségi, mind nyelvi szempontból nagy jelentőségű. Eurázsia számos nyelvcsaládjának ez az övezet volt a bölcsője, és az amerikai indiánok több törzsének ősei is innen vándoroltak el. Ez a térség az észak-eurázsiai nyelvi övezet vagy transz-eurázsiai nyelvi övezet. Az észak-eurázsiai nyelvi övezet Fenno-Skandiától a Csendes-óceánig húzódik. Az övezet nyelvi összetétele még ma is rendkívül gazdag, területén számos nyelvcsaládot találunk: az uráli és az altáji nyelvcsaládot, valamint a paleoszibériai nyelveket. Az övezet nyelveire tipológiai egyneműség jellemző, az övezet nyelvei szinte mind az agglutináló, agglutináló-izoláló nyelvtípushoz tartoznak.
Így nem meglepő, hogy valamennyi fenti vonás (a tárgyas igeragozás kivételével) az altaji nyelvekre is jellemző, lásd: Urál-altaji nyelvcsalád.

## A magyar és finnugor szókincs egyezései
A nyelvek grammatikai morfémáinak rendszere az alapszókincs mellett az a terület, ahol az ősi genetikai vonások jól kimutathatók, történetük jól nyomon követhető. Azonban az uráli/finnugor alapnyelvre nem sikerült meggyőző rekonstrukciót végezni az ige- és névszóragozási paradigmák, vagy a képzők terén. A mondattanról annál is kevesebbet tudunk, mint a hangtan, a nyelvtani elemek és a szókészlet uráli előzményeiről. A sikeres rekonstrukció legfőbb akadálya, hogy az uráli/finnugor családba sorolt nyelvek jelenlegi alakjukban nemigen hasonlítanak egymásra. Ezért a finnugor nyelvrokonság bizonyíthatósága szempontjából nagy jelentőségű a magyar nyelv szókincséből a finnugor nyelvekkel rokonítható tőszavak száma. A vélt vagy valós finnugor és magyar szókészleti egyezések száma a különböző munkákban nagy változatosságot mutat, igencsak eltérő becslésekkel, sokszor ugyanazon szerzők tollából is.
- Zsirai Miklós (1937):"kb ezerre rúgó finnugor alapszavunk"[25]
- Björn Collinder (1955): 450 szó,[26] ugyanő később (1960): 400 szó.[27]
- Fodor István (1975): "Nyelvészeink számítása szerint mintegy ezer finnugor eredetű szavunk van."[28]
- Hajdú Péter (1975): "A szókészleti egyezések száma 1000-1200-ra tehető."[29] Később ugyanő (1980): "A hajdani finnugor alapnyelvből legfeljebb 800-1000 szót tudunk rekonstruálni."[30]
- Kálmán Béla (1991): "A finnugor etimológiák közül mintegy 800-nak van magyar megfelelője."[31]
- Klima László (1991): "Az összes figyelembe vett etimológiák száma 660."[32]
- Kiss Jenő (1992): "uráli szó: 105, finnugor: 203, ugor: 126, összesen: 434.[33]
- Zaicz Gábor (1994): "Nyelvünkben összesen mintegy 700 uráli, finnugor és ugor tőszó található."[34]

Az évek-évtizedek múltával a biztosnak vélt szókincsbéli egyezések nagymérvű fogyatkozásának lehettünk tanúi, a mai állapotot pontosan mutatja, hogy Magyar Tudományos Akadémia Uralonet adatbázisában végzett kereséssel 229 olyan, biztosnak ítélt finnugor etimológia és 121 biztosnak ítélt uráli etimológia található, amely a magyarban is megvan. Ez 350 szó.
Az uráli nyelvcsaládba sorolt nyelveket vizsgálták a lexikostatisztika módszerével is. A módszer hátránya, hogy nem minden esetben tud egyértelmű különbséget tenni a genetikai kapcsolat és a kölcsönzés között.
A módszer Morris Swadeshtől származik, aki úgy vélte, hogy összeállítható egy olyan szójegyzék, amely csak a minden emberi nyelvben legállékonyabbnak tekinthető alapvető fogalmakat és kifejezéseket tartalmazza. Elképzelése szerint az általa alkotott szójegyzék, a 100 szavas Swadesh-lista segítségével bármely két nyelv hasonlósága és rokonsági foka felmérhető a közös eredetű szavak arányának vizsgálatával. Minél nagyobb két nyelv alapszókincse közötti hasonlóság, annál közelebb állnak egymáshoz genetikai szempontból, és annál rövidebb idő telt el a kettő szétválása óta. Swadesh szerint, ha két nyelv alapszókincse 70 százaléknál nagyobb arányban tartalmaz rokon szavakat, akkor nagy valószínűséggel közös ősnyelvből származnak. Ha ez az arány meghaladja a kilencven százalékot, akkor a két nyelv közeli rokon.
Az alábbi példában a szavak kiválasztása a magyar nyelvből történt a 207 legalapvetőbbnek ítélt fogalmat tartalmazó Swadesh-lista alapján. A szavak között vannak névmások, kérdőszavak, a testrészek, rokonság, természeti jelenségek, érzékelés és fő tevékenységek (jön, megy, mond, tud, lát). Az összehasonlított nyelvek a finnugor nyelvek négy fő csoportját képviselik: ugor csoport – magyar, balti-finn csoport – észt, „volgai” csoport – mordvin, permi csoport – komi.
A szavak kiválasztásánál az volt Swadesh szempontja, hogy azok alapvető jelentésűek legyenek, és nem az, hogy rokonságban álljanak, ezért így láthatóvá válik, hogy az egyes nyelvek alapszókincsében milyen arányban szerepelnek a hasonló alakú, azonos jelentésű szavak. Ezek közül vastag betűvel ki vannak emelve azok, amelyek mind a négy nyelvben azonos kezdőhangúak. (Ez a szavak rokonságának nem feltétele, de statisztikai alapon nem lehet véletlen egyezés, ha többször is előfordul.)
A mordvin és komi nyelv cirill betűs szavai után dőlt betűvel a megközelítő kiejtés magyar fonetikus átírásban:
| Magyar                           | Észt           | Mordvin (erza dialektus)         | Permják komi        | Swadesh-lista szerinti sorszám |
| -------------------------------- | -------------- | -------------------------------- | ------------------- | ------------------------------ |
| én(nincs kiírva -*m rag jelzi)   | mina           | мон mon                          | ме me               | 1                              |
| te/ön                            | sina           | тон ton                          | тэ te               | 2                              |
| ő                                | tema, ta       | сон szon                         | сійö szijö          | 3                              |
| mi                               | meie, me       | минь min                         | ми mi               | 4                              |
| ti                               | teie, te       | тынь tün                         | ти ti               | 5                              |
| ők                               | nemad, nad     | сынь szün                        | найö najö           | 6                              |
| ez/itt                           | see            | те te                            | тайö tajö           | 7                              |
| az/ott                           | too            | што sto                          | сійö szijö          | 8                              |
| ki?                              | kes?           | кие? kie?                        | коді? kodi?         | 11                             |
| mi?                              | mis?           | мезе? meze?                      | мый? müj?           | 12                             |
| nem                              | mitte          | а, аволь, эзь a, avol, ez        | абу abu             | 16                             |
| egy                              | üks            | вейке vejke                      | öти öti             | 22                             |
| kettő/más/iker                   | kaks           | кавто kavto                      | кык kük             | 23                             |
| három                            | kolm           | колмо kolmo                      | куим kulm           | 24                             |
| négy                             | neli           | ниле nile                        | нёль nöl            | 25                             |
| öt                               | viis           | вете vete                        | вит vit             | 26                             |
| ember                            | isik           | ломань loman                     | морт mort           | 38                             |
| gyerek, gyermek, pudre, /fi /fia | laps           | эйкакш ejkaks                    | челядь cseljagy     | 39                             |
| feleség (-né, nej) /némber       | naine          | ни ni                            | гöтыр götür         | 40                             |
| férj                             | abikaasa, mees | мирде mirde                      | верöс verösz        | 41                             |
| anya/szülő                       | ema            | (тиринь) ава (tirin) ava         | мам mam             | 42                             |
| apa/a(család)fő                  | isa            | тетя tetya                       | бать baty           | 43                             |
| fa                               | puu            | чувто csuvto                     | пу pu               | 51                             |
| bőr/héj                          | nahk           | киське kiszke                    | ку ku               | 62                             |
| vér                              | veri           | верь ver                         | вир vir             | 64                             |
| csont/tetem                      | kont, luu      | ловажа lovazsa                   | лы lü               | 65                             |
| haj                              | juuksed        | черь cser                        | юрси jurszi         | 71                             |
| fej/kupa                         | kőrv           | пиле pile                        | пель pel            | 73                             |
| szem                             | silm           | сельме szelme                    | син szin            | 74                             |
| orr                              | nina           | судо szudo                       | ныр nür             | 75                             |
| száj                             | suu            | курго kurgo                      | вом vom             | 76                             |
| fog                              | hammas         | пей pej                          | пинь pin            | 77                             |
| nyelv                            | keel           | кель kel                         | кыв küv             | 78                             |
| láb, lábfej                      | jalg           | пильге pilge                     | кок kok             | 80                             |
| kéz                              | käsi           | кедь ked                         | ки ki               | 83                             |
| szív/szűny                       | süda           | седей szedej                     | сьöлöм szölöm       | 90                             |
| inni                             | jooma          | симемс szimemsz                  | юны junü            | 92                             |
| enni                             | sööma          | ярсамс jarszamsz                 | сёйны szöjnü        | 93                             |
| látni                            | nägema         | неемс neemsz                     | аддзыны addzünü     | 101                            |
| hallani                          | kuulma         | марямс marjamsz                  | кывны küvnü         | 102                            |
| tudni                            | teadma         | содамс szodamsz                  | тöдны tödnü         | 103                            |
| aludni                           | magama         | удомс udomsz                     | узьны uznü          | 107                            |
| élni                             | elama          | эрямс erjamsz                    | овны ovnü           | 108                            |
| (meg)halni                       | surema         | куломс kulomsz                   | кувны kuvnü         | 109                            |
| jönni                            | tulema         | самс szamsz                      | локны loknü         | 122                            |
| feküdni                          | valetama       | кенгелемс kengelemsz             | куйлыны kujlünü     | 123                            |
| ülni                             | istuma         | аштемс (озадо) astemsz (ozado)   | пукавны pukavnü     | 124                            |
| állni                            | seisma         | аштемс (стядо) astemsz (sztjado) | чеччавны cseccsavnü | 125                            |
| adni                             | andma          | максомс makszomsz                | сетны szetnü        | 128                            |
| mondani                          | ütlema         | меремс meremsz                   | шуны sunü           | 140                            |
| nap/van                          | päike          | чипай, чи csipaj, csi            | лун lun             | 147                            |
| hold                             | kuu            | ков kov                          | тöлысь tölüsz       | 148                            |
| csillag                          | täht           | теште teste                      | кодзув kodzuv       | 149                            |
| víz                              | vesi           | ведь ved                         | ва va               | 150                            |
| kő/keu                           | kivi           | кев kev                          | из iz               | 156                            |
| föld                             | maa            | мода moda                        | мусяр muszjar       | 159                            |
| ég/menny                         | taevas         | менель menel                     | енэж enezs          | 162                            |
| szél                             | tuul           | варма varma                      | тöв töv             | 163                            |
| tűz                              | tuli           | тол tol                          | би bi               | 167                            |
| éj/nix                           | öö             | ве ve                            | вой voj             | 177                            |

Swadesh szójegyzékeit saját tapasztalatai és megérzései alapján állította össze, ami számos bírálatra adott okot, és több más szójegyzék összeállításához vezetett. A legutóbbi ilyen a Leipzig-Jakarta jegyzék, amelyet a világ negyvenegy nyelvének vizsgálata után állítottak össze. Ez a százas jegyzék a szavakat állékonyságuk alapján rangsorolva gyűjtötte össze.
Az alábbi táblázat a finnugor nyelvcsalád két nagy nyelvének, a finnek és magyarnak Leipzig-Jakarta jegyzékéből ad ízelítőt, és e két nyelv mellett az összehasonlítás kedvéért a türkmén nyelv szavait is tartalmazza.
| Állékonysági helyezés | Jelentés angolul | Magyar                                                 | Finn              | Türkmén                        |
| --------------------- | ---------------- | ------------------------------------------------------ | ----------------- | ------------------------------ |
| 1                     | fire             | tűz                                                    | tuli              | ot                             |
| 2                     | nose             | orr                                                    | nenä              | burun                          |
| 3                     | to go            | menni, indulni                                         | mennä             | gitmek, çykmak                 |
| 4                     | water            | víz                                                    | vesi              | suw                            |
| 5                     | mouth            | száj, ajak                                             | suu               | agyz                           |
| 6                     | tongue           | nyelv                                                  | kieli             | dil                            |
| 7                     | blood            | vér                                                    | veri              | gan                            |
| 8                     | bone             | csont                                                  | luu               | süňk                           |
| 9                     | 2SG pronoun      | te                                                     | sinä              | sen                            |
| 9                     | root             | gyökér, gyök, tő                                       | juuri             | kök, düýp                      |
| 11                    | to come          | jönni, érni, jutni                                     | tulla             | gelmek                         |
| 12                    | breast           | mell, emlő, csecs, kebel                               | rinta             | emjek, döş, göwüs, gursak      |
| 13                    | rain             | eső, zápor, zivatar                                    | sade              | ýagmyr, ýagyş, ygal            |
| 14                    | 1SG pronoun      | én                                                     | minä              | men                            |
| 15                    | name             | név                                                    | nimi              | at                             |
| 15                    | louse            | tetű                                                   | täi               | bit                            |
| 17                    | wing             | szárny                                                 | siipi             | ganat                          |
| 18                    | flesh/meat       | hús                                                    | liha              | et                             |
| 19                    | arm/hand         | kar/kéz                                                | käsivarsi/käsi    | gol/el                         |
| 20                    | fly              | légy, bögöly                                           | kärpänen          | siňek                          |
| 20                    | night            | este, éj                                               | yö, ilta          | agşam, gije                    |
| 22                    | ear              | fül                                                    | kuulo             | gulak                          |
| 23                    | neck             | nyak                                                   | kaula, niska      | boýun                          |
| 23                    | far              | messze, messzi, távol, távoli                          | kaukana           | uzak                           |
| 25                    | to do/make       | csinálni, készíteni, művelni, tenni, gyártani, végezni | tehdä             | etmek                          |
| 26                    | house            | ház                                                    | talo, koti        | öý, tam                        |
| 27                    | stone/rock       | kő, szikla                                             | kivi, kallio      | daş, gaýa                      |
| 28                    | bitter           | keserű                                                 | katkera           | ajy, hasratly                  |
| 28                    | to say           | mondani, szólni, ejteni                                | sanoa             | gürlemek, diýmek               |
| 28                    | tooth            | fog                                                    | hammas            | diş                            |
| 31                    | hair             | haj, szőr                                              | karva, hius       | tüý, gyl, saç                  |
| 32                    | big              | nagy                                                   | iso               | belent, uly                    |
| 32                    | one              | egy                                                    | yksi              | bir, ýekelik                   |
| 34                    | who?             | ki                                                     | kuka              | kim                            |
| 35                    | 3SG pronoun      | ő                                                      | hän               | ol                             |
| 36                    | to hit/beat      | ütni, verni, csapni, sújtani                           | lyödä, iskeä      | kakmak, patlamak               |
| 37                    | leg/foot         | láb, lábfej                                            | jalka, jalkaterä  | aýak, daban                    |
| 38                    | horn             | szarv, tülök                                           | sarvi             | şah                            |
| 38                    | this             | e, ez                                                  | tämä, se          | bu                             |
| 38                    | fish             | hal                                                    | kala              | balyk                          |
| 41                    | yesterday        | tegnap                                                 | eilen             | düýn                           |
| 42                    | to drink         | iszik, inni, vedelni                                   | juoda             | içmek                          |
| 42                    | black            | fekete                                                 | musta             | gara                           |
| 42                    | navel            | köldök                                                 | napa              | kindik, göbek                  |
| 45                    | to stand         | állni                                                  | seistä            | durmak                         |
| 46                    | to bite          | harapni, marni, kapni                                  | purra             | dişlemek, gapmak               |
| 46                    | back             | hát                                                    | selkä             | arka                           |
| 48                    | wind             | szél                                                   | tuuli             | ýel, şemal                     |
| 49                    | smoke            | füst                                                   | savu              | tüsse                          |
| 50                    | what?            | mi? mit?                                               | mitä              | näme                           |
| 51                    | child (kin term) | gyerek, gyermek                                        | lapsi             | çaga                           |
| 52                    | egg              | tojás, mony                                            | muna              | ýumurtga                       |
| 53                    | to give          | adni                                                   | antaa             | bermek, emlemek                |
| 53                    | new              | új                                                     | uusi              | täze                           |
| 53                    | to burn (intr.)  | égni, izzani, gyúlni                                   | palaa             | ýanmak                         |
| 56                    | not              | nem, sem, ne, se                                       | ei                | däl                            |
| 56                    | good             | jó                                                     | hyvä              | gowy, hoş, oňat                |
| 58                    | to know          | tudni, ismerni, bírni                                  | tietää            | bilmek                         |
| 59                    | knee             | térd                                                   | polvi             | dyz                            |
| 59                    | sand             | homok                                                  | hiekka            | gum                            |
| 61                    | to laugh         | nevetni, kacagni                                       | nauraa            | gülmek, jakyrdamak             |
| 61                    | to hear          | hallani                                                | kuulla            | eşitmek                        |
| 63                    | soil             | talaj, föld                                            | maa               | toprak                         |
| 64                    | leaf             | levél                                                  | lehti             | ýaprak                         |
| 64                    | red              | vörös, piros                                           | punainen          | gyzyl, al                      |
| 66                    | liver            | máj                                                    | maksa             | bagyr                          |
| 67                    | to hide          | rejteni, rejtőzni, bújni, dugni                        | piilottaa, kätkeä | bukmak, ýaşyrmak, gizlemek     |
| 67                    | skin/hide        | bőr, irha, hám                                         | iho, vuota, nahka | deri, ham                      |
| 67                    | to suck          | szopni, szívni, emni                                   | imeä, lutkuttaa   | emmek, sokjamak                |
| 70                    | to carry         | hordani, hordozni, vinni                               | kantaa            | geçirmek, daşamak              |
| 71                    | ant              | hangya                                                 | muurahainen       | garynja                        |
| 71                    | heavy            | nehéz, súlyos                                          | raskas            | agramly, agyr                  |
| 71                    | to take          | venni, fogadni                                         | ottaa             | almak                          |
| 74                    | old              | öreg, agg, vén, régi, ősi                              | vanha             | garry, köne                    |
| 75                    | to eat           | eszik, enni, falni                                     | syödä             | iýmek                          |
| 76                    | thigh            | comb                                                   | reisi             | but                            |
| 76                    | thick            | vastag, vaskos                                         | paksu             | galyň, ýogyn                   |
| 78                    | long             | hosszú                                                 | pitkä             | uzyn                           |
| 79                    | to blow          | fújni                                                  | puhaltaa          | üflemek, öwüsmek               |
| 80                    | wood             | fa                                                     | puu               | agaç                           |
| 81                    | to run           | futni, szaladni, rohanni                               | juosta            | ylgamak                        |
| 81                    | to fall          | esni, hullani, bukni                                   | pudota            | ýykylmak, düşmek               |
| 83                    | eye              | szem                                                   | silmä             | göz, garak                     |
| 84                    | ash              | hamu                                                   | tuhka             | kül                            |
| 84                    | tail             | farok                                                  | häntä             | guýruk                         |
| 84                    | dog              | kutya, eb, kopó                                        | koira             | it, köpek                      |
| 87                    | to cry/weep      | sírni, ríni, pityeregni, zokogni                       | itkeä             | aglamak                        |
| 88                    | to tie           | kötni, kötözni, bogozni                                | sitoa             | bogmak, baglamak               |
| 89                    | to see           | látni, nézni, pillantani, tekinteni                    | nähdä             | görmek                         |
| 89                    | sweet            | édes                                                   | makea             | süýji                          |
| 91                    | rope             | kötél, zsineg, árkány                                  | köysi             | tanap, ýüp, urgan, bag         |
| 91                    | shade/shadow     | árny, árnyék                                           | varjo             | kölege                         |
| 91                    | bird             | madár, szárnyas                                        | lintu             | guş                            |
| 91                    | salt             | só                                                     | suola             | duz                            |
| 95                    | small            | kicsi, apró                                            | pieni             | kiçi, kiçijik                  |
| 96                    | wide             | széles, bő, tág                                        | leveä             | giňiş, giň                     |
| 97                    | star             | csillag (húgy, a XVI. századig)                        | tähti             | ýyldyz                         |
| 97                    | in               | -ban, -ben, -ba, -be                                   | -stä, -ssä        | -da, -de                       |
| 99                    | hard             | kemény                                                 | kova              | gaty                           |
| 100                   | to crush/grind   | zúzni, morzsolni, őrölni, darálni                      | murskata, jauhaa  | üwemek, maýdalamak, külkelemek |

### Nyelvrokonságmondatok
Az alábbi mondatok olyan (tréfás) illusztrációk, amelyek a rokonnyelvek szókészletbeli és nyelvtani párhuzamait jól mutatják.

#### Manysi-magyar
Hurem né vitnel huligel husz hul pugi.
Három nő a vízből hálóval húsz halat fog.
Hurem-szát-husz hulach-szem empem viten eli.
Háromszázhúsz hollószemű ebem vízen él.

#### Hanti-magyar
Pegte lau lasinen menl tou szilna.
Fekete ló lassan megy a tó szélén.

#### Finn-magyar
Jään alla talvella elävät kalat uiskentelevat.
Jég alatt télen eleven halak úszkálnak.
Kivistä verinen oli vävyn käsi.
Kövektől véres volt veje keze.
Orvon silmä kyyneliä täynnä.
Árva szeme könnyel tele.
Kuka meni meidän edessämme?
Ki ment mielőttünk?
Miniäni antoi voita.
Menyem adott vajat.

#### Permi-magyar
- Munnü kolö. (komi)
- Mününü kule. (udmurt)
- Menni kell. (magyar)

#### Finn-mari (cseremisz)
- Padassa on kuusi kalaa.
- Poδəšto kut kol ulo.
- Tuli palaa ja siksi lumi sulaa.
- Tul jüla δa satlan lum šula.

A fenti mondatok a közös szókincsből kiválogatott szavakból állnak, amelyekből valamilyen értelmes mondat rakható össze. A „Ki ment mielőttünk?” mondat például törökül úgy hangzik, hogy „Bizden önce kim gitti?” („mielőttünk ki ment”). Mint az összehasonlító nyelvészetben általában, nem a hasonlóságnak van bizonyító érvénye, sem a különbségeknek nincs cáfoló ereje. Egy nyelvcsalád tagjaiból – az összehasonlító nyelvészet leegyszerűsítő módszere szerint – épp úgy lesznek önálló nyelvek, hogy az idők folyamán különféle változások zajlanak le bennük, melyek révén eltávolodnak egymástól: a nyelvészet a rendszeres hangmegfeleléseket fogadja el döntő érvként, amit az uráli nyelvcsalád tagjai közt is meg lehet figyelni. A hasonlóság véletlen és rendszertelen is lehet, de az azonos típusú hangmegfelelések rendszeres előfordulása minimálisra csökkenti a véletlen esélyét. Ilyenek például a:
- p ~ f (például: pegte ~ fekete, pugi ~ fog)
- k ~ h (kala ~ hal)
- t ~ z (viten ~ vízen)
- mp ~ b (empem ~ ebem)
- nt ~ d (antaa ~ ad)

stb.

#### Török
A közös szókincs nem csak nyelvrokonságra, hanem átvételre is utalhat. Minden esetben csak annyi a kérdés, hogy melyik tartozik az alapszókincsbe. Ugyanilyen játékot a török nyelvekkel is lehet játszani:
1. Cebimde çok küçük elma var – Zsebemben sok kicsi alma van.
2. Ben yedi uzun tepede yürüdüm – Én hét hosszú dombon jártam.

A példamondatok nem csak a szókincsbeli egyezésre, hanem a további nyelvi elemek egyezésére is utalnak. Az első mondatban a sok és van szavakat, a másodikban mind az öt szót uráli–finnugor eredetűnek írja le a TESZ.

## A rekonstruált finnugor alapnyelv
A feltételezett uráli/finnugor alapnyelvben az alábbi mássalhangzókat rekonstruálták;
- *p, *t, *č, *k, *s, *š, *ð, *l, *r, *m, *n, *ŋ, *j, *v, *t′, *ś, *ð′, *l′, *ń.

Az alapnyelv magánhangzókészletéről gyakorlatilag semmit sem tudunk, és a nyelvészek közt nincs egyetértés az uráli/finnugor alapnyelv magánhangzórendszerét illetően.
A feltételezett finnugor alapnyelvi szókincs rekonstruálása során a kutatók a következő szótagszerkezeteket különítették el (példaként rekonstruált alapnyelvi szavak állnak):
- CVCV - *kala ('hal')
- CVCCV - *kolme ('három')
- VCCV - *ikte ('egy')
- VCV - *aća (aszó')
- CV - *mu ('más')

Jelölések: C = mássalhangzó, V = magánhangzó
A nyelvek grammatikai morfémáinak rendszere az alapszókincs mellett az a terület, ahol az ősi genetikai vonások jól kimutathatók, történetük jól nyomon követhető. Azonban az uráli/finnugor alapnyelvre nem sikerült meggyőző rekonstrukciót végezni az ige- és névszóragozási paradigmák, vagy a képzők terén. A mondattanról annál is kevesebbet tudunk, mint a hangtan, a nyelvtani elemek és a szókészlet uráli előzményeiről. A sikeres rekonstrukció legfőbb akadálya, hogy az uráli/finnugor családba sorolt nyelvek jelenlegi alakjukban nemigen hasonlítanak egymásra. Az alapnyelvi állapot mondattani rekonstrukciója csak fennmaradt szövegek alapján lenne lehetséges, azonban írásos emlékek ezekből a korai időszakokból nincsenek, ilyenek már csak a rokon nyelvek külön életében keletkeztek, mert az írásbeliség is csak e népek önálló történetében alakult ki. A nehézségeket és bizonytalanságot tovább növeli, hogy a magyar nyelv erőteljesen elüt a többi uráli nyelvtől, még a legközelebbi rokonainak tartott obi-ugor nyelvektől is. Itt kell megemlíteni azt is, hogy bár a szakirodalomban a manysit és hantit egy-egy nyelvként említik, ezek a valóságban inkább nevezhetők nyelvcsaládoknak, mivel mind a manysinak, mind a hantinak tíz fölötti nyelvváltozata van, és ezek közt a változatok közt gyakran nem, vagy csak igen korlátozottan áll fenn a kölcsönös megértés.
A manysi és hanti feltételezett közös obi-ugor alapnyelvét nem sikerült meggyőzően rekonstruálni, ami egyúttal azt is jelenti, hogy az ugor alapnyelv (amelynek megbízható rekonstrukcióját tovább nehezíti a magyar és az obi-ugor nyelvek közti, fentebb említett erőteljes eltérés is), és ennek következtében végső soron a finnugor/uráli alapnyelv rekonstrukciója is kérdéses. Ennek az irodalomban ritkán emlegetett ténynek azonban messze ható következményei vannak, mivel az összehasonlító nyelvészet klasszikus, ifjúgrammatikusok alkotta szabályai szerint két vagy több nyelv genetikai rokonságának megbízható bizonyítéka épp azok közös alapnyelvre való visszavezethetősége (azaz az alapnyelv megbízható rekonstrukciója) és az alapnyelvtől az egyes vizsgált nyelvekig elvezető diakrón folyamatok rekonstrukciója.

## Társtudományokból származó érvek a rokonság mellett
A nyelvészetben Leibniz óta élő, a finnugor nyelvrokonság elméletében is alapvető elképzelés szerint a nyelvek végső soron egyetlen közös ősnyelvből, egy viszonylag kisszámú ősnépességtől származnak (azaz leszármazásuk monofiletikus), s születésük az idő múlásával kialakuló elkülönböződésnek köszönhető. Ezt az elkülönböződést pedig az ősnyelvet beszélő ősnépesség szétvándorlása, azaz a közösségek közti földrajzi távolság következtében megszűnő közvetlen kapcsolat okozza. Ebből az elképzelésből következik, hogy a nyelvrokonságot kimondva-kimondatlanul mint az egy nyelvcsaládba tartozó nyelveket beszélő népek szükségszerű genetikai rokonságának jelét tekintik.
Azonban a manapság finnugornak nevezett népek korai története írott források hiányában gyakorlatilag ismeretlen, a ma finnugornak nevezett nyelvek közül pedig csupán a magyar bír komolyabb múltra visszatekintő ismert írásbeliséggel, a finn írásbeliség csak viszonylag későn, a XVI. század közepén jött létre, a kisebb finnugor nyelvek többsége pedig egészen a XX. századig nem rendelkezett saját írásbeliséggel. Az írásos nyelvemlékek esetében azt is szem előtt kell tartani, hogy az érintett nyelv hangkészletét hiányosan és rosszul visszaadó betűkészletek és szabályozatlan helyesírás okán valójában csak találgatni lehet, hogy a korai nyelvemlékek miként is hangzottak élőbeszédben. Ezért a finnugor nyelvrokonság okán vizsgálat alá vett nyelvek XIX. századnál korábbi nyelvállapotainak vizsgálata és leírása az etimologizálást is beleértve kizárólag rekonstrukción alapul, annak eredményeit tényanyag nem támasztja alá. Így csak a kérdéskörben születő különféle elképzelések és elméletek, nyelvi rekonstruktumok hihetőségének, elfogadhatóságának, valószínűségének, plauzibilitásának eltérő fokairól beszélhetünk a természettudományok körében megszokott jellegű bizonyosság helyett.
Ez a körülmény sarkallta a kutatókat arra, hogy más tudományágak eredményeit felhasználva emeljék a finnugor eredet valószínűségét. Ezek a tudományágak elsősorban a néprajz és a fizikai embertan, másodsorban a régészet. Az elképzelés elég egyszerű; ha a rokonnak vélt nyelveket beszélő népek műveltsége és tárgyi kultúrája, valamint testi jegyei is hasonlóak, az arra mutat, hogy a származásuk közös, ami a szétvándorlásos nyelvfejlődésről vallott, fentebb említett hagyományos elképzelés alapján bizonyítékként szolgálhat a nyelveikre vonatkozó elmélet helyességére.
A régészet fő problémája, hogy régészeti leleteket csak akkor lehet egyértelműen nyelvi közeghez kötni, ha a leletek közt szerepelnek írásos emlékek. Ennek hiányában a különféle leletek, régészeti kultúrák nyelvi és/vagy etnikai közegeknek való megfeleltetése önkényes. (A nehézségeket jól jelzi, hogy a korai kínai műveltségben az archaikus írás különböző nyelvű és etnikumú népességeket kötött össze, azaz még az írásos emlékek sem jelentenek valódi biztosítékot…) A néprajzi párhuzamokkal az a gond, hogy gyakran valóban nem többek párhuzamoknál; az elsődleges műveltségekben kialakuló jelképrendszerek, eszközök és technikák igen gyakran mutatnak párhuzamokat olyan esetekben is, amikor közös eredet vagy átvétel nem igazolható.
A finnugor összehasonlító nyelvészet és néprajz számos magyar kulturális elem magyarázatát a finnugor nyelvű népek nyelvében és szokásaiban vélte meglelni. (Például a „népmesei kacsalábon forgó ház”, a „nem tudom ki ia-fia” kifejezés stb.)
Mindig az embertan tűnt a legígéretesebb jelöltnek a nyelvi elméletek megtámogatására, azonban a történeti embertan által vizsgált régészeti leleteket is csak akkor lehet egyértelműen nyelvi közeghez kötni, ha a leletek közt szerepelnek írásos emlékek.
Sokan fűztek vérmes reményeket a biológiai antropológia adta új lehetőségekhez (DNS-elemzés), de a nyelvi közeghez köthetőség kérdése itt is megkerülhetetlen korlátozó tényező.
Az eddigi humángenetikai kutatások azt mutatják, hogy a honfoglalás kori és a jelenkori magyar népességnek egyaránt jelentős rokoni kapcsolatai vannak mind a jelenkori ázsiai populációkkal, mind a ma uráli nyelveket beszélő népekkel, ráadásul e két rokonsági kör közt jelentős átfedés van.

## Családfamodellek
Az uráli/finnugor nyelvek első családfáját Budenz József alkotta meg 1878-ban. Az elképzelés az "Über die Verzweiung der ugrischen Sprachen" című munkában jelent meg. A német nyelvű munkát maga Budenz ismertette a Nyelvtudományi Közlemények XV. kötetében. Budenz osztotta Castrén altaji nyelvcsaládról szóló elképzelését. Ebbe a nagy altaji családba beletartozott a mongol-tunguz-török nyelvcsoport, a szamojéd nyelvek és finnugor nyelvek is. A finnugor nyelveket Budenz — nyilván a magyarok felé tett gesztusként — ugornak nevezi.

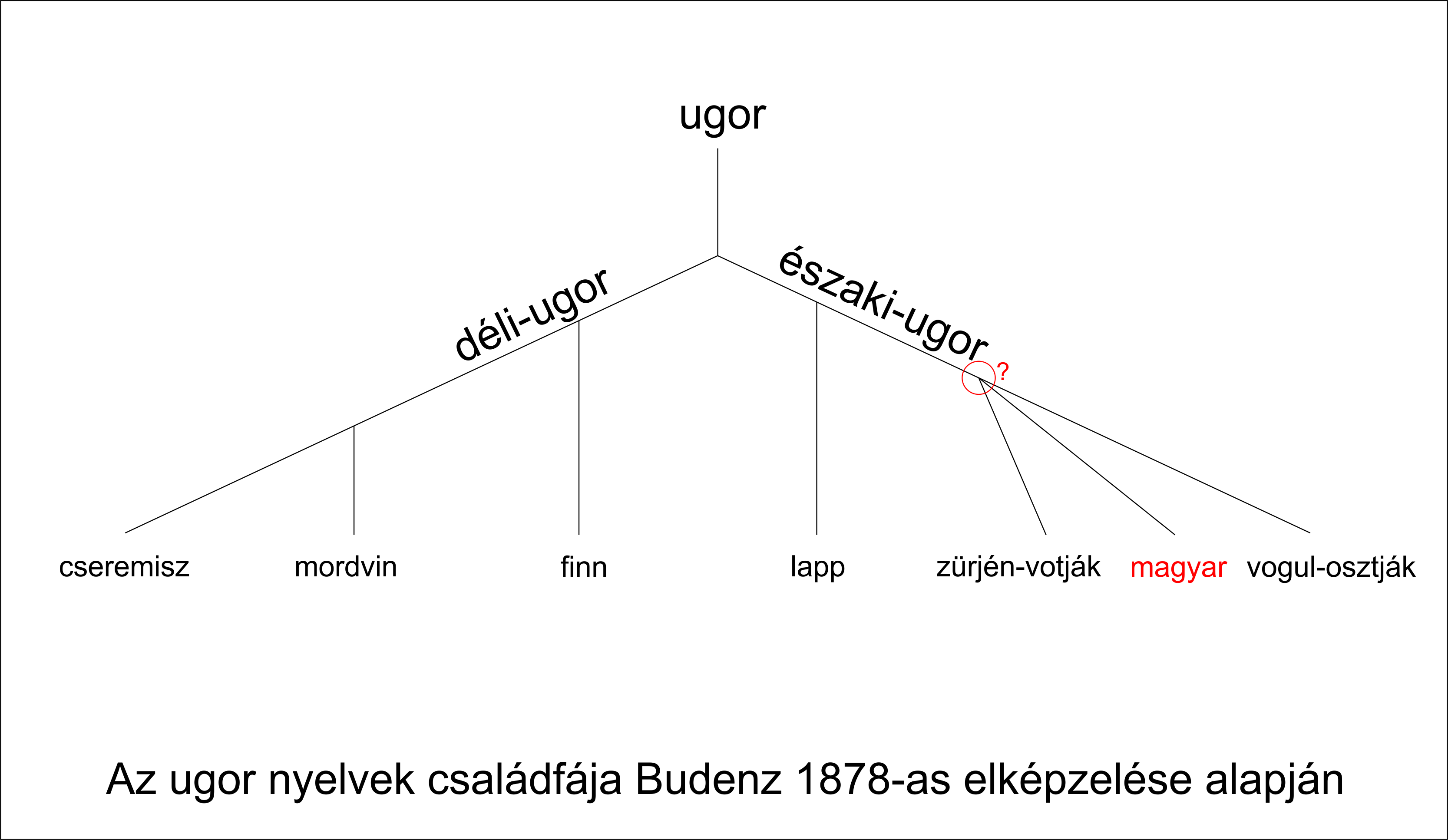
Az ugor nyelvek családfája Budenz 1878-as elképzelése szerint.

Az ugor nyelvek közé a magyar, a lapp, a zürjén-votják, a vogul-osztják, finn, mordvin és cseremisz nyelvet sorolja. Ezt a csoportot aztán két része osztja: északi-ugor és déli-ugor ágra. Az északi-ugor ágba tartoznak: magyar, lapp, zürjén-votják, vogul-osztják. A déli-ugor ágba tartoznak: finn, mordvin és cseremisz. Az északi-ugor ág nyelvei közül először a lapp vált ki, a másik három nyelv azonban még együtt maradt. Ezek szétválása szerinte viszonylag rövid időtávban zajlott, ezért lehetetlen eldönteni, hogy a magyar a zürjén-votják, vagy a vogul-osztják nyelvvel maradt tovább egységben.
Budenz elméletére válaszul született meg a finnországbéli Otto Donner (1835-1909) „Die gegenseitige Verwandtschaft der finnisch-ugrischen Sprachen" című tanulmánya 1879-ben. Ebben kifogásolja, hogy Budenz ugornak nevezi e nyelveket, mert ez szerinte megtévesztő, és a finnugor elnevezés használata mellett tör lándzsát. Elképzelése alapján a nyelvcsalád először a finn és az ugor ágra vált szét. Az ugor ágba Budenzzel ellentétben csak a magyart és a vogul és osztják nyelveket sorolja, a lappot, zürjént és votjákot pedig a finn ágba helyezi. Külön is kiemeli, hogy a finnugor nyelvek rokonságáról szóló elméletét kizárólag nyelvészeti megfontolásokra alapozta. Meglátása szerint a finn népek kölcsönös kapcsolatának maga adta általános vázlata összhangban van a történeti kutatás eredményével is, ami szerinte jelentősen emeli elmélete belső valószínűségét.

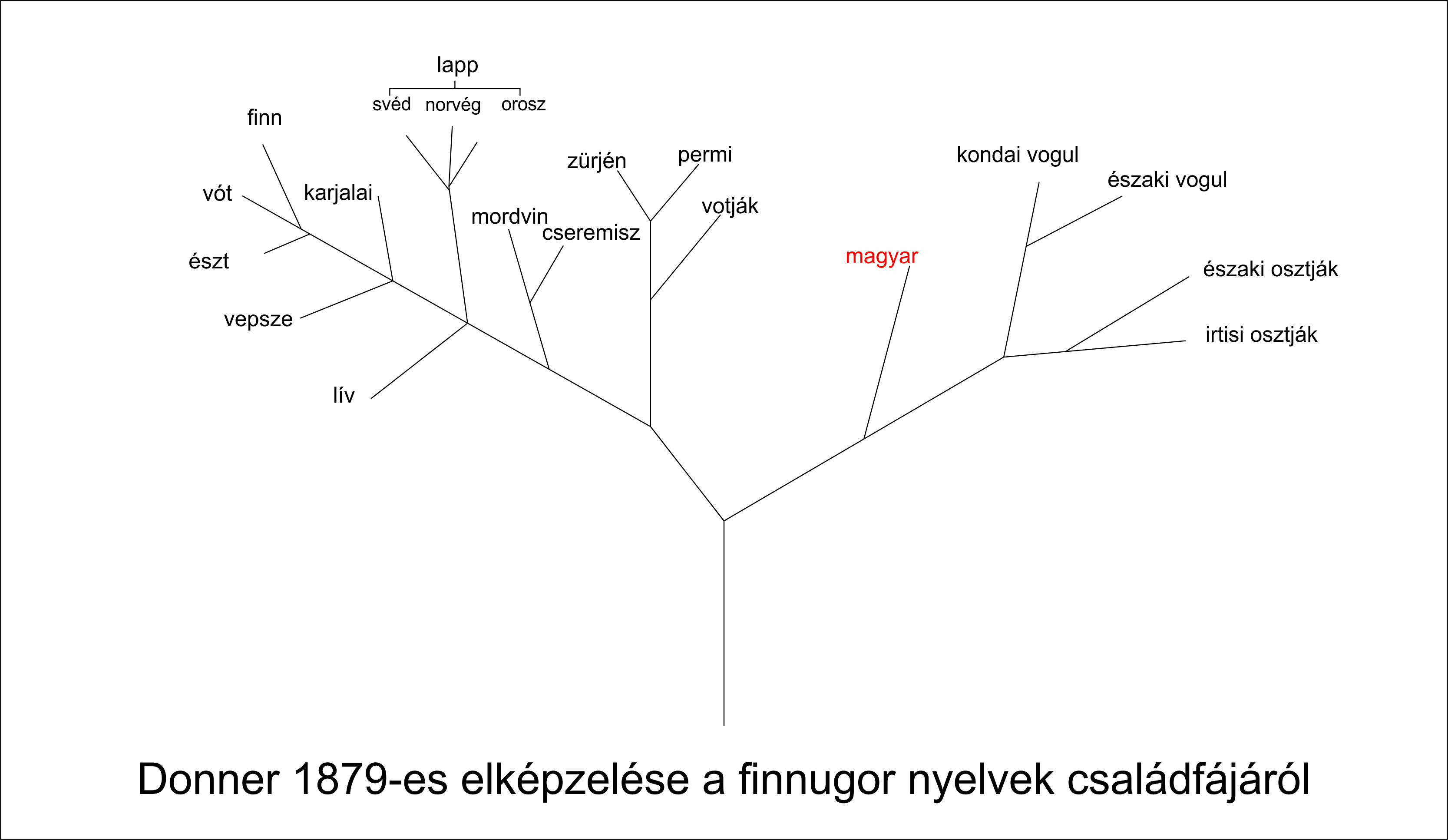
Donner 1879-es elképzelése a finnugor nyelvek családfájáról

## A finnugor őshaza elmélete
A nyelvészetben Leibniz óta élő, tulajdonképp a bibliai hagyományban gyökerező elképzelés szerint a nyelvek végső soron egyetlen közös ősnyelvből, egy viszonylag kisszámú ősnépességtől származnak (azaz leszármazásuk monofiletikus), s születésük az idő múlásával kialakuló elkülönböződésnek köszönhető. Ezt az elkülönböződést pedig az ősnyelvet beszélő ősnépesség szétvándorlása, azaz a közösségek közti földrajzi távolság következtében megszűnő közvetlen kapcsolat okozza.
Ennek alapján az egy nyelvcsaládba sorolt nyelvek, az azokat beszélő népek őshazáját úgy lehet meghatározni, hogy megkeresik, honnan származtak el. Abból a feltevésből kiindulva, hogy a kirajzás egyetlen központból, viszonylag szűk területről történt, s a népesség minden arra alkalmas (elfogadható életfeltételeket nyújtó) irányba elvándorolt, elég megvizsgálni a nyelvcsalád nyelveinek földrajzi elterjedését; a kiindulási pont, azaz az őshaza valahol az elterjedési terület közepén kellett legyen. Ez az okoskodás a finnugor nyelvek esetében az Urál-hegység nyugati oldalára helyezi az őshazát.
Azonban erről a megoldásról hamar kiderült, hogy sok szempontból nehezen összeegyeztethető a rendelkezésre álló adatokkal. Így, bár évszázadok óta kutatják, e kérdésre máig sem született széles körben elfogadott tudományos válasz. Épp ezért igyekeznek a kutatók a néprajz, az embertan, a régészet és az örökléstan módszereit és eredményeit is felhasználni a kutatásban.

## A nyelvcsere-elmélet
Zichy István 1922-ben vetette fel a nyelvcsere lehetőségét a magyar nép finnugor nyelve és törökös műveltsége kettősségének magyarázatául. Szerinte a „magyar-ugorok”, egy kezdetleges életmódú, halász-vadász nép, az Ural két oldalán, a hajdani Permi kormányzóság déli részén volt őshonos. E szállásterület keleti határára, a Tobol és Isim folyók alsó folyásához költöztek Kína határvidékéről a hunokkal rokon bolgár-törökök az i.e. I. században. E törökök a magyar-ugorok népéből szereztek szolgákat és asszonyokat. A szolgák számos török szót vettek át uraik nyelvéből, ezek a magyar nyelv régi török szavai. Viszont a török hódítók eltanulták alattvalóik nyelvét. Az első török hullámot egy és egy negyed évszázad után követte egy újabb hun-török bevándorlás, de eddigre már végbement a hódítók nyelvcseréje és a meghódítottak beolvadása. Így jött létre a történeti magyarság, amelynek nyelve finnugor, de műveltsége és életmódja egyértelműen törökös. E nyelvcsere után még sokáig fennmaradhatott a hunok „ó-csuvas” nyelve, amit a más török népekkel való érintkezés és kereskedelem is indokolt. Valószínűleg e kétnyelvűségre utalt Konstantin császárnak a magyarok kétnyelvűségéről szóló híradása is. Elképzelését azonban a magyar kutatók szinte egyöntetűen elutasították, újabban viszont a történész Romsics Ignác egyetértően ismertette 2017-es összefoglaló munkájában.

## A finnugor nyelvekkel való rokonítás története
Az összehasonlító nyelvészet tudománya a 17. században kezdett kibontakozni. A német gondolkodó, Gottfried Wilhelm Leibniz nyelvészeti elméletei és elképzelései századokra meghatározták a népek és nyelvek eredetére irányuló tudományos kutatásokat. Tőle származik az elképzelés, miszerint nincs jobb módszer a föld különféle népei rokonságának és eredetének meghatározására, mint nyelveik összevetése. Az összevetéshez eszközül a szókészletek összevetését javasolta, s a kutatás megkönnyítésére szabványos, egymással könnyen összehasonlítható, alapvető szavakat (enni, inni, testrészek, tőszámok stb.) tartalmazó szójegyzékek gyűjtését ajánlotta. Innen ered az összehasonlító nyelvészetben gyakran emlegetett alapszókincs gondolata. Leibniz az orosz cárok tudományos tanácsadója is volt, így az ő elképzelésén alapuló jegyzékeket gyűjtöttek a cárok által a nemrégiben uralmuk alá hajtott területek és a határos földeken élő népek tanulmányozására indított kutatóutakon.

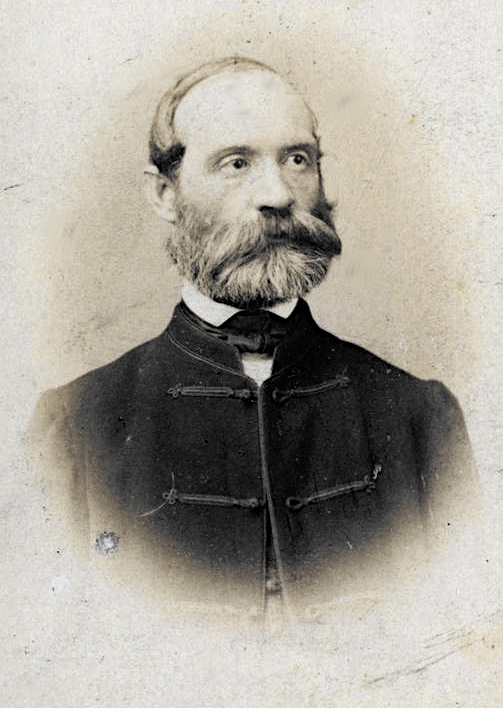
Hunfalvy Pál a magyar nép és nyelv finnugor eredetének egyik tekintélyes hirdetője

Leibniz felismerte, hogy a sémi nyelvek, mint a héber és az arab, és némely európai nyelvek, mint a számi, finn és magyar nem ahhoz a nyelvcsaládhoz tartoznak, amelyhez Európa legtöbb nyelve. Felismerte a magyar és a finnségi nyelvek közti hasonlóságokat és ennek nyomán felvetette a rokoni kapcsolatot. A magyarok eredeti hazáját a Volga és a Kaszpi-tenger tájára helyezte. Elképzelése szerint a finn, a magyar, a tatár, a török, a szarmata és a perzsa mind rokonok, és egy közös ősnéptől és ősnyelvből származnak, ami nem más, mint a szkíta.
Leibniz 1710-ben írott 'Brevis designatio meditationum de originibus gentium ductis potissimum ex indicio linguarum' (mi magyarul: Rövid elmélkedés a népek eredetéről a nyelvek tanúságtétele alapján) című munkájában az emberi nyelveket egyetlen ősnyelvből eredezteti, amely idővel két ágra, a jafetikus és az arámi nyelvek ágára bomlott. A jafetikus nyelv bomlott aztán tovább a szkíta és a kelta nyelvekre. A szkíta nagycsaládba került a görög nyelv, a szarmata-szláv nyelvcsoport (benne az orosszal, lengyellel, csehvel, dalmáttal, bolgárral, szlovénnel és az avarral és kazárral), a török nyelvcsoport (benne a törökkel, kunnal, kalmükkel és mongollal) és a finn nyelvcsoport (benne a finnel, lappal, magyarral, észttel, livvel és szamojéddel). A kelta további két alcsoportra, a germánra és a keltára vált szét. A germán csoportba kerültek a német mellett a skandináv nyelvek. A latin nyelv a szkíta és kelta ág nyelveinek keveredésével jött létre. A jafetikus és arámi ág keveredéséből született a perzsa, örmény és grúz.
A svéd katonatiszt Philip Johan von Strahlenberg, aki orosz hadifogsága alatt Szibériába került és idejét térképészeti munkákkal, antropológiai és nyelvészeti megfigyelésekkel múlatta, 1730-ban megjelent Das Nord-und Ostliche Theil von Europa und Asia című munkájában az itt talált népek nyelveinek rövid szószedeteit közölte, s ezek alapján e nyelveket egymással és a magyar és finn nyelvvel is összehasonlította. Munkája, mely hamarosan angolul és franciául is megjelent, segített a tudósok figyelmét a finn-magyar kapcsolatra terelni. Abban a mordvin, cseremisz, permják, votják, vogul, osztják, baraba tatár, finn, észt, liv és székely-magyar népet és nyelvet sorolja egy csoportba, amit hunnak (Hunnisch) vagy felső-magyarországi és finn (Ober-Ungarisch-und Finnischen) néven nevez.
Chrétien Louis Joseph de Guignes francia keletkutató, sinológus, turkológus, nyelvész és történész 1756–1758 közt ’Historie générale des Huns, Turcs, Mongols et autres Tartares occidentaux avant et depuis Jésus-Christ jusq’ au présent’ (mi magyarul: A hunok, törökök, mongolok és egyéb nyugati tatár népek általános története Jézus előtt és után a jelenkorig.) címmel jelentette meg többkötetes, a kínai forrásokat is felhasználó történeti munkáját, amely később német nyelven is megjelent. Ebben amellett érvel, hogy hunok a kínai forrásokban hiung-nu név alatt emlegetett néptől származnak és török nép vagy népszövetség voltak, tőlük eredtek az avarok s a magyarok is, ezzel megerősítve a magyar történeti hagyományt, s a magyart a törökségi népek és nyelvek közé sorolva. Érdemes megjegyezni, hogy következtetéseire nem nyelvészeti megfontolások, hanem a számára hozzáférhető történeti forrásanyag nyomán jutott, s hogy munkájához a korai magyar történetírókat nem használta fel, mivel szerinte azok megbízhatósága – amint azt műve előszavában kifejti – számos tekintetben kétséges.
A jezsuita testvér Pray György ’Annales veteres Hunnorum, Avarorum et Hungarorum’ (mi magyarul: A hunok, avarok és magyarok régi története) cím alatt írta meg a magyarok őstörténetét, e műhöz felhasználva de Guignes munkáját is. Könyve Bécsben jelent meg, 1761-ben. Benne fenntartotta a hun–avar–magyar folytonosság tanát s támogatta a törökös származás elképzelését, munkája azonban messze túlmutatott a korábbi ez irányú próbálkozásokon, mivel felhasználta hozzá az akkoriban ismert valamennyi forrást, s az így kialakult őstörténeti kép már mai értelemben véve is tudományos jelleget kapott.

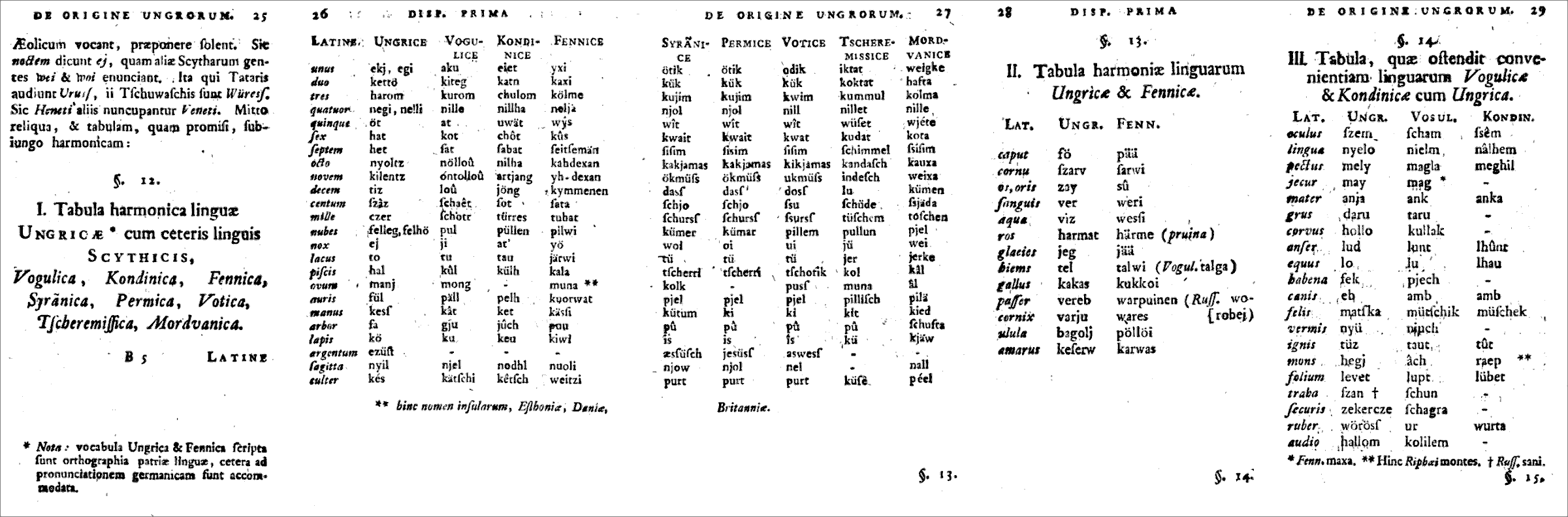
A magyar és a szkíta nyelvek szavainak táblázatos összevetése Johann Eberhard Fischer 1770-ben megjelent Qvaestiones Petropolitanae, De origine Ungrorum című munkájában

Johann Eberhard Fischer (1697-1771) német történész és nyelvkutató, aki részt vett a Nagy északi expedícióként ismertté vált cári kutatóúton (1733-1743), 1770-ben megjelent művében a magyart az általa szkítának nevezett nyelvekkel és népekkel (a finnekkel, komikkal, udmurtokkal, vótokkal, marikkal, mordvinokkal, manysikkal és hantikkal) rokonította, az ugorokat (az ő elnevezésével jugorok, a manysik és hantik) a magyarok legközelebbi rokonainak, tulajdonképp hátramaradt magyaroknak tekintette, s őket a Kína nyugati határán élő, török nyelvű ujguroktól eredeztette. A Fischer által Göttingában meghonosított ujgur rokonsági elképzelés később fontos szerepet játszott az ott tanuló Kőrösi Csoma Sándor ama döntésében, hogy az ujgurokhoz induljon rokonságkeresőbe.
Fischer nevezett munkája megjelenésének évében látott napvilágot a magyar jezsuita testvér, Sajnovics János ’Demonstratio. Idioma Ungarorum et Lapponum idem esse’ (Mi magyarul: Bizonyítás. A magyar és a lapp nyelv azonos.) című munkája. Ebben a szerző a magyar és számi nyelvet veti össze, összehasonlítva azok szavait és nyelvtanát, s bár leszögezi, hogy a magyar és a lapp nyelv beszélői egymás nyelvét meg nem értik, de vizsgálódásai alapján kijelenti, hogy ezen nyelvek egyeznek, amit nyilvánvalóan úgy kell érteni, hogy közös őstől eredő közeli rokonok. A jelentős nyelvi különbségekre magyarázatul a nagy földrajzi távolság s az a tény szolgál, hogy a magyarok i.sz. 400 körül elvándoroltak új hazájuk felé. Akad azonban e könyvben más érdekesség is. A könyv VI. paragrafusában Sajnovics elismerően és egyetértően ismerteti rendtársa, Hell Miksa elképzelését a magyar őseredetéről, ami szerint a magyar nyelv, egyetemben számos más ázsiai nyelvvel, például a törökkel, finnel, perzsával, a kínaiból származik, s e népek gyökere is közös. A könyv XII. paragrafusában Hell egy további őstörténeti elképzelését ismerteti, miszerint a magyarok őshazája Karélia volt, a magyarok a karéliaiaktól származnak, innen vándoroltak végül a Kárpát-medencébe a IX. századra. A karéliai őshazáról szóló elképzelést pedig a Karélia országnév elemzésével látja igazolhatni: Karélia, Karjelia azaz Kar-jel-Ország, vagyis vitéz, bátor, kiváló férfiak országa.
E paragrafusban található az alábbi szövegrész is:
„Az eddig idézetteken túl, szintén T. HELL atya, egy különleges értekezést készül összeállítani számunkra a lappokról. Bebizonyítja, hogy a lapp név egészen máshonnan ered, nem a németek dicstelen lap szavából (amit néhány tudatlan feltételez). Bemutatja a lappok és a régi magyarok közös viseletét. Dicséri testük erős, megbízható, a nehézségek kiállására termett és nevelt felépítését. Végül méltó elismeréssel említi meg sokféle erénnyel ékes lelkületüket. Ekkor ugyan joggal csodálkoznak majd az olvasók, ugyan miért festették le olyan sötét színekkel az írók a lapp népet, s miként voltak képesek olyan hihetetlen rágalmakkal befeketíteni, hogy emiatt néhány magyar egyenesen sértésnek tartja, bármiféle rokonság feltételezését a lappokkal.
Természetesen nem vezető államférfiainkra gondolok itt, hiszen ők igazságosabb mértékkel szoktak mérni, és felülemelkedve a tömeg általános vélekedésén, nem törődtek e mesés koholmányokkal, és egészen másként ítélték meg ezt a dolgot, amint magam is tapasztalhattam, midőn a múlt ősszel [1770] tiszteletemet tehettem jónéhányuknál. Bizony, maga a legfenségesebb császárnőnk és királynőnk, MÁRIA TERÉZIA, mikor T. HELL atyától bővebb értesüléseket nyert, habozás nélkül igen megtisztelőnek nevezte ezt a dolgot Magyarországra nézve, és a legkegyelmesebben megbízta a magyar szerzőket, hogy szorgalmasan kutassák ki mindazt, ami akár nyelvbéli, akár eredetbéli rokonságunkra vonatkozik, és a magyar nép dicsőségére jegyezzék fel és tegyék közzé.”
Ez alapján úgy tűnik, hogy az udvari előkelők és a Habsburg uralkodónő egyaránt szívesen fogadták Sajnovics és Hell munkálkodását, és Mária Terézia hivatalossá is tette az ez irányú kutatást.
Fischer és más német szerzők a témát érintő munkáinak, főleg azonban rendtársának, Sajnovicsnak műve nyomán Pray újragondolta a magyar őstörténet kérdését és elképzeléseit ’Dissertationes historico-criticae in Annales veterum Hunnorum’ (magyarul: Történetkritikai értekezések a régi hunok históriájáról) címmel Bécs városában 1775-ben kiadott munkájában osztotta meg a nyilvánossággal. Elfogadja, hogy fennáll a változó mértékű, de kiterjedt hasonlóság a magyar nyelv és az Észak-Európában és Ázsiában beszélt számos kisebb és nagyobb nyelv, úgymint számi, finn, lív, cseremisz, permi, mordvin, manysi, vót, hanti, udmurt, komi és csuvas közt. Ez alapján arra a következtetésre jut, hogy az e nyelveket beszélő népek rokonságban állnak, s eredetüket tekintve mind a közös, hun ősnépre vezethetők vissza.
„Nam si prima universi corporis incunabula spectes, Finni, Hunni, Avares, et Hungari, eadem mihi ortu gens sunt, et populus; tametsi postea, quod fere usuvenit, in ramos divisi, ut diversis nominibus, sic variis quoque dialectis inter se se different.” In: Első értekezés, I. paragrafus
„Hisz ha az összes törzs bölcsőjét nézzük, szerintem a finnek, a hunok, az avarok s a magyarok azonos nemzetből, egyazon népből erednek; ám később, amint az rendszerint előfordul, ágakra bomolva, különféle elnevezéssel, így nyelvi változások révén is szétválnak.”
A közös hun ősre visszavezethető népes család, amely így a magyar mellett a török népeket és a ma finnugornak tartott népeket is magában foglalta, gyakorlatilag megegyezik a manapság vitatott urál-altaji családdal.
Immanuel Kant 1775-ben írt, az emberi rasszokról szóló egyetemi előadásában az emberi fajt négy főrasszra osztja: fehér rassz, néger rassz, hun rassz (vagy más néven mongol, kalmük rassz), és a hindu rassz. A fehér rasszba sorolja az európai fehérek mellett az arabokat, török népeket és perzsákat. A rasszok létrejöttét természetföldrajzi hatásoknak tudja be. Nézete szerint a rasszok keveredéséből alakulnak ki az átmeneti formák, mint például a karakalpakok és számos más ázsiai, fehér és mongol rassz keveredéséből előállott nép. A szövegben Kant a finneket és számikat a magyaroktól származó népekként említi, akik jelenlegi lakhelyükre csak a magyarok Kelet-Ázsiából való elvándorlása nyomán kerültek. Sajnos e szövegből az nem derül ki egyértelműen, hogy Kant a magyarokat töröknek s így fehérnek tartja, vagy fehér-mongol keveredés eredményének.
Johann Gottlieb Georgi (1729–1802) német gyógyszerész, vegyész, botanikus és földrajztudós 1770-ben csatlakozott Peter Simon Pallas szibériai felfedezőútjához. Az úton szerzett néprajzi megfigyeléseit 1776 és 1780 közt német, francia és angol, majd orosz nyelven is megjelentetett, többkötetes munkájában osztotta meg a nagyközönséggel. A műben bemutatja az Orosz Birodalom finnségi népeit is. Szerinte idetartoznak a számik, finnek, lettek, észtek, lívek, izsórok, cseremiszek, csuvasok, mordvinok, udmurtok, tyeptyerek, manysik, hantik.
A számikról szólva úgy véli, hogy a finnek ősei közülük vándoroltak el délebbre, barátságosabb éghajlatra.
A róluk adott beszámolója nem túl hízelgő megjegyzések és tárgyilagos leírás keveréke. Szerinte például bőrük sárgássága nem csak az időjárás, hanem kéménynélküli, füstös hajlékaik és megrögzött mocskosságuk eredménye. Hajlamosak a restségre, gyanakvók, csalnak a kereskedésben, nagyra tartják magukat, asszonyaik, s nemritkán a férfiaik is ijedősek. Babonások és sok köztük a pogány. Beszédjük hangzása durva, vonításhoz és ugatáshoz hasonló. Nincs írásuk és ábécéjük. Kapzsik, nemigen segítik a szegényt. Ez, pontosabban ilyesmi volt a Sajnovics említette negatív kép a számikról.
Azonban a leírásból kiderül, hogy minden héten a folyókban megfürdenek, hogy nem lopnak, hogy szorgalmasak, testük erős, szellemük élénk, halásznak, vadásznak, szarvast tenyésztenek, a vadászatban bátrak, ruházatuk tisztes, meglehetős jómódban élnek, nincs köztük jobbágyság, saját, botokra rótt rovásírásuk van, vándorló életmódjuk miatt pedig gyakori, hogy két vagy akár három hatalomnak is adóznak. Vagyis életük, attól eltekintve, hogy nem földművelésből éltek, nem sokban különbözött a korszak európai vidéki lakosságának, például a magyar vagy moldvai parasztoknak életétől.
A finneket majd’ minden észak-európai nép ősének, azonban ázsiai eredetűnek tartja, akik nagy rokonságot mutatnak olyan európai és ázsiai népekkel, mint a csuvas és cseremisz. Megjegyzi, hogy a finnek valószínűleg csak a XIII. században váltak el a számiktól, miután megkezdődött köztük a keresztény térítés s letelepedtek.
A manysikról szólva említi, hogy:
„They are of a Finnish extraction as well as their language, but this latter has so many peculiarities of its own, and comprehends such a number of different dialects, that it has often, with good reason, been taken for a distinct language. ... Some authors pretend that they are the brethren of the ancient Ougrians, or of the present Hungarians, and found their conjecture on the situation of the Vogul territory, and the striking resemblance there is between the languages of the two nations.” 157-158. o.
„Ők finn eredetűek, akárcsak nyelvük, de ez utóbbi oly sok egyedi jellegzetességgel bír, és oly számos eltérő nyelvjárást ölel fel, hogy gyakran, s jó okkal, külön nyelvnek vették. ... Egyes szerzők felteszik, hogy ők a régi ugorok testvérei, vagy a mai magyaroké, s feltevésük a vogul terület elhelyezkedésére alapozzák, és a feltűnő hasonlóságra a két nemzet nyelve közt.”
Joseph Hager (1757-1819) osztrák történész és arabista, a bécsi egyetem arab nyelv professzora volt. 'Neue Beweise der Verwandtschaft der Hungarn mit den Lappländern. Wider neue Angriffe der Sainovitsischen Abhandlung' (mi magyarul: Új bizonyságok a magyarnak a lappokkal való rokonságáról. A sajnovicsi értekezés elleni új támadásokra.) című, 1793-ban megjelentetett munkája sajátos helyet foglal el a magyar nép és nyelv őstörténetének kutatástörténetében. Ennek oka az a tény, hogy a munka csak rendkívüli jóindulattal nevezhető tudományos műnek: a rokonság melletti legfőbb érve az, hogy ez már rég tudott dolog, olyan tudósok, mint a már említett Fischer, a svéd Olavus Rudbeck az ifjabb (1660-1740) (Itt érdemes megemlíteni, hogy e szerző szerint a számi rokona mind a finnek, mind a magyarnak, de a hébernek is, emellett talált kapcsolatot a kínaival, góttal, és számos más nyelvvel is. A szerző a számit gót nyelvnek tartja.) a porosz Gottlieb Siegfried Bayer (1694-1738), a norvég Knud Leem (1697-1774) és Sajnovics ezt már bizonyították. Néhány szó alapján (strava, méz) a hunokat szláv nyelvű népnek ítéli (28-29. o.). A cigányokról közli, hogy Afrikából, Zanzibárból származnak, ahogy ezt nevük is bizonyítja, hisz a Zengi-bar az Zanzibár, és Cigányföldet jelent. (47-48. o.). A magyar rokonság melletti nyelvi bizonyítékait egy harminckét szóból álló lista, az első hat tőszámnév hasonlósága és a nyelvhasználat egyes közös jellegzetességei (például, hogy e nyelvek külön szóval jelölik az idősebb és ifjabb fi- és lánytestvért) jelentik. A mű legfontosabb üzenete azonban az, hogy a magyarok kevélységből, nemzeti büszkeségből utasítják el e nem túl előkelő északi rokonságot s festenek maguknak dicső, de hamis múltat. Pedig műveltségüket más, főleg szláv és német népektől szerezték, ahogy ezt nyelvük számtalan jövevényszava is bizonyítja.
Beregszászi Nagy Pál kora ismert és elismert nyelvtudósa volt. Több munkát is szentelt a magyar és különféle keleti nyelvek közti hasonlóságok és kapcsolatok vizsgálatának. Ezek közt az első nagyobb terjedelmű a részben Hager említett művére szánt válaszkén is íródott 'Ueber die Aehnlichkeit der hungarischen Sprache mit den Morgenländischen.'(mi magyarul: A magyar nyelvnek keletiekkel való hasonlóságáról.) 1796-ból. E mű az eredetileg az erlangeni egyetemen a magyar nyelvről 1795-ben tartott előadásának könyvváltozata. Benne a magyart többek közt a perzsa, arab, héber nyelvvel, s más ázsiai nyelvekkel is hasonlítja, s cáfolva Hager finn-lapp származásról és sarkköri őshazáról szóló elméletét, a magyar-török nép- és nyelvrokonság és a belső-ázsiai őshaza mellett foglal állást. Nem utasítja azonban el a —szerinte nem kellően bizonyított— magyar-finn rokonság lehetőségét sem, azonban ezt csak úgy tartja elképzelhetőnek, ha a magyarokat, törököket és finnségi népeket ősrokonság köti össze, és mindnek egy közös őse és lakóhelye volt valahol Ázsia melegebb éghajlatú helyén, ahonnan a lappok észak felé, a török délnek, és a magyarok napnyugatra húzódtak.
1797-1798-ban írja meg Gyarmathi Sámuel a magyar nyelv északi rokonságát tárgyaló latin nyelvű művét 'Affinitas Lingvae Hvngaricae cvm lingvis Fennicae Originis grammatice demonstrata. Nec non Vocabvlaria dialectorvm Tataricarvm et Slavicarvm cvm Hvngarica comparata.' (mi magyarul: A magyar nyelv grammatikailag bizonyított rokonsága a finn eredetű nyelvekkel továbbá a tatár és a szláv nyelveknek a magyarral összehasonlított szójegyzékei.) cím alatt.
A munka három részből és három függelékből áll. Az első rész a lappok és finnek nyelvének a magyarral való rokonságát, a második az észtek nyelvével való rokonságot bizonyítja, a harmadik pedig más, szerinte finn eredetű nyelveket (vogul, votják, csuvas, cseremisz, permi, zürjén, mordvin) hasonlít a magyarral. Az első függelék egy tatár/török szójegyzék magyarral rokonítható szavait vizsgálja, a második egy Nagy Katalin cárnő rendeletére készült szójegyzék elemzése, a harmadik pedig August Ludwig von Schlözernek (1735-1809) Gyarmathihoz intézett 1797. november 19-i levele. A kötet nem egységes értekezés, hanem közös célt szolgáló tanulmányok és dokumentumok gyűjteménye. A műben szerzője kifejti, hogy a szavak hasonlósága önmagában még nem elégséges bizonyítéka a nyelvek rokonságának, mert az lehet átvétel eredménye is, épp ezért fontos összevetni a nyelvek nyelvtanát is, aminek hasonlatossága képes eldönteni a rokonság kérdését. Eljárásában azonban nem következetes: míg a finn nyelvek és a magyar rokonságának bizonyításánál nagy jelentőséget tulajdonít a rokonítható szókészletnek s nem különösebben zavarják a nyelvtani rendszer szembeszökő eltérései, addig a török nyelv esetében úgy véli, hogy nincs döntő súlya a rokon szókészletnek, a nyelvtani rendszer hasonlóságai helyett ez esetben pedig a hangsúlyt a különbségekre helyezi. Így nyelvészeti megfontolások alapján elveti a magyar-török nyelvrokonságot, mivel úgy látja, hogy a magyar és török nyelv nyelvtana közt túl nagyok az eltérések. A hasonló szavakat kölcsönzésnek tartja. (241-242. o.)
Csató Pál a „A’ magyar nyelvbeli ragasztékok és szóképzők” című, 1834-ben megjelent tanulmányában a magyar nyelv rokonsága kapcsán így fogalmaz:
„…nyelvünk nem csak ragasztékaiban ’s képzőiben, hanem kivált gyökszavaiban ’s fűzetének egész szellemében több keleti ’s éjszaki nyelvekkel olly világosan rokon, de a’ rokonság’ fokai, határai mind ez ideig olly homályosak…”
Hogy e rokonságon pontosan mit is ért, azt így mondja el:
„E’ rokonságot én, eddigi adatainkhoz képest, nem ugy értem, mintha a’ mi nyelvünk a’ zsidótól, chaldaeitól, syrustól, arabtól, vagy esth-től, lapp-tól, finn-től eredett volna, hanem a’ nemzetek eredhettek egy köz, keleti tőnemzettől, mellynek eredeti nyelvkincséből, azaz tiszta gyökszavaiból többet vagy kevesebbet tartottak meg, ’s azt azután utóbbi különválásokkal egymástól inkább vagy kevesbé eltérőleg bővítették, ’s hajlították. E’ szerint nem annyira a’ – minden nemzetnél későbbi fejledésű – ragasztékok’, képzőtagok’ vagy más akarminemű hajlitások’ hasonlóságából, mint inkább az egyenlő jelentésű tiszta gyökszavak’ több vagy kevesebbségéből lehet, és kell a’ nyelvek’ (’s ugy a’ nemzetek’) közelebb vagy távolabb rokonságára következtetni. ’S ezért tartom én szükségesnek, hogy nálunk kivált a’ keleti nyelvek’ tudománya ne csak felületesen, hanem a’ lehető legnagyobb kiterjeszkedéssel ’s alapossággal miveltessék.” i. m. 2-3. o. (A dőlt betűs kiemelések a szerzőtől.)
Álláspontja jól tükrözi a korabeli hazai vélekedést a magyar nép és nyelv rokonságáról, s jól láthatóan nem utasítja el az északi népekkel és nyelvekkel való rokonságot sem.
Wilhelm Schott német nyelvész, sinológus és orientalista, az altaji nyelvek egyik első rendszeres kutatója volt. Ő volt az első, aki nyelvészeti eszközökkel kimutatta, hogy az addig jobbára a finnségi nyelvek közé sorolt csuvas valójában török nyelv. Nyelvészeti kutatásaival tudományosan is megalapozta az általa eleinte tatárnak, majd finn-tatárnak vagy altajinak (manapság urálinak és altajinak) nevezett nyelvek közeli rokonságának elméletét. Schott a finn-türk-magyar rokonság szószólója volt, és a magyarokat türk és sarkköri népek /azaz számik, szamojédek stb./ keverékének tartotta. Ebből az álláspontból következett, hogy a tatár nagycsaládon belül a magyart mind a török, mind a finnségi nyelvekhez közelálló, mégis mindkettőtől különböző, köztes helyet elfoglaló, önálló nyelvnek tekintette.
Johan Fredrik Cajaani (1815-1887) 1846-ban megjelent Suomen Historia (mi magyarul: Finnország története) című könyvében a finn népnek közép-ázsiai eredetet határoz meg, a finn törzseket pedig egy családba sorolja a lappokkal, a hunokkal, az avarokkal, a magyarokkal és a törökökkel. E nagycsaládon belül a finn rokonság szűkebb körét szerinte a csuvas, mordvin, cseremisz, moksa, permi, votják, szamojéd és zürjén népek alkotják.
1848 előtt nemigen volt szokásban a teljes magyar történeti hagyomány és a magyar írott források elvetése. Az első tudós, aki látványosan szembefordult a magyar hagyománnyal, August Ludwig von Schlözer német történész volt.
"Unsere Schriftsteller irren gröblich, wenn sie den Ungern, die nun mit Slaven vermischt wohnen, und sich selbst Magyar nennen, einen fremden Namen geben, und ihnen alles zuschreiben, was von Hunnen, und den Ungern geschrieben steht. Denn diese Madscharen haben nichts gemein weder mit den alten Hunnen, noch mit den Türken, die zu Constantins Zeiten in Pannonien wohnten." SCHLÖZER, August Ludwig von: Allgemeine nordische Geschichte. Halle 1771. 538. o.
"Íróink súlyosan tévednek, mikor a magyarokat, kik most szlávokkal összevegyülve élnek, s magukat magyarnak nevezik, idegen névvel illetik és mindent nekik tulajdonítanak, amit a hunokról és magyarokról feljegyeztek. Merthogy e madzsarokban semmi közös nincs a régi hunokkal, sem a törökökkel, akik Konstantin idejében Pannóniában éltek."
Schlözer elsősorban történetíró volt és nem nyelvész. Nyelvészettel csak mint a történetírás segédtudományával foglalkozott. Ennek oka pedig az volt, hogy osztozott Leibniz korábban már említett elképzelésében, miszerint a népek leszármazásának és rokonságának vizsgálatára azok nyelveinek összevetése a legalkalmasabb módszer. Ahogy azt maga többször említi, Carl von Linné biológiai rendszertana szolgált számára követendő például a nyelvek és népek rendszerezésében. Egész munkásságára, így e művére is rányomja bélyegét a korban jellemző északi gót nacionalizmus, ami mindenhol a germánok ősi nagy tetteit látta, a Franciaországot, Szicíliát és Angliát hódoltató normannoktól az Oroszországot megalapító varégokig. Az általa finnek tartott nyelveket (így a magyart is) nyelvjárásokként (Mundarten) emlegeti, mintha egyetlen nyelv, a finn kölcsönösen érthető változatai lennének. A magyar szókincsről szólva (érdemi bizonyíték nélkül) azt állítja, annak fele finn, de még inkább vogul szavakból áll. (421. o.) A magyarok származására vonatkozóan Fischer fentebb már említett ujgur-vogul-magyar rokonsági elméletét idézi, de nem szolgál magyarázattal, miért beszélnek az ujgurok törökül finn helyett.
Nagy port vert az erdélyi szászok felkérésére írott, háromkötetes „Kritische Sammlungen zur Geschichte der Deutschen in Siebenbürgen” címen kiadott munkája is. E szerint számára a honfoglaló magyarok jelentéktelen, vad ázsiai horda, s a kelet felől a besenyőktől reszkető magyarok németek elleni katonai sikerei nem rátermettségüknek, harci erényeiknek vagy nagy számuknak voltak köszönhetőek, hanem annak, hogy a német nemzet ideiglenesen elveszítette önbizalmát.
Schlözer mind történeti munkáiban, mind az általa kiadott folyóiratokban („Staatsanzeigen”, „Briefwechsel, meist statistischen Inhalts”) hangot ad annak a meggyőződésének, hogy a magyarok nem csak emberi mivoltukat (műveltségüket), hanem egzisztenciájukat is a németeknek köszönhetik, a németek nélkül nem lenne egyetlen magyar sem az európai földön, eltűntek volna, akár ikertestvéreik, a besenyők és kunok.
Kazinczy … nem örvendezett különösebben arra a hírre sem, hogy a magyar nyelvet a lappal, finnel rokonították. 1808-ban A magyar nyelvről című írásában jegyezte meg: „Az újabb história bennünket még azon örömtől is meg kezd fosztani, hogy magunkat az Attila maradékainak mondhassuk.” Noha egyébként nem voltak kebelbarátok Kazinczyval, Berzsenyi szintén „Attila magvának” nevezte a magyarokat, s több versében is megidézte a fejedelmet – hasonlóan egyébként számos kisebb és nagyobb hírű reformkori íróhoz és költőhöz. Hosszas listát lehetne erről fölállítani, de elég annyit elmondani, hogy a finnugor rokonság fölvetése alig volt hatással a magyar közvélekedésre, még az elutasítása sem volt olyan heves, mint amilyennek utólag leírják – valójában észre is alig vették, a történet- és nyelvtudományban megjelent kritikai irányzatok még a reformkor tudományos világát sem hatották át. … Kölcsey, jól tudjuk, a Himnuszba Bendegúzt írta bele… Vajda János 1896-ban vehemensen védelmezte az Attila-hagyományt Magyarság és nemzeti önérzet című könyvében: „…erősen hiszem, hogy az ezeréves néphagyománynak van igaza, de ha nem hinném is, ezt bevallani, hirdetni, még ha kínpadra vonnának is, egyenes nemzet- és hazaárulásnak tartanám, mert nagyobb veszteségnek, károsabb hatásúnak ítélem egy nagyobb döntő csata elvesztésénél. A gondolat, hogy Attila és a hunok nem magyarok, úgy hat rám, mintha eret vágtak volna rajtam és legalább egy jó itce vért kieresztettek volna belőlem. És bizonnyal így hat ez az egész nemzet önérzetére.
A 18. század második, a 19. század első felének magyar közvéleménye elfogadta a magyar nép és nyelv északi (finnekkel, számikkal való) rokonságát (elég csak Dugonics András a korban rendkívül népszerű irodalmi műveire gondolni), elutasította azonban az északi származás gondolatát, különösen annak Schlözer- és Hager-féle, a sok száz éves magyar történeti hagyományt puszta meseként elvető, a magyarságot államalkotásra és műveltségteremtésre képtelen finntatár törzsként, nyelvét finn nyelvjárásként kezelő megjelenésében. A helyzetet csak rontotta, hogy még a korszak tudományos irodalmában is szokásban volt a rokonság és a származás fogalmának következetlen használata, gyakori összekeverése.
A kialakuló finnugrisztika magyarellenességének vádja azonban több, mint légbőlkapott. Az 1848-49-es szabadságharc leverése után a Magyar Tudományos Akadémia tagjait nem ideológiai alapon választották, ott voltak közöttük, ill. felvételt nyertek a finnugor nyelvrokonság támogatói és ellenzői egyaránt (pl. Mátyás Flórián)., sőt a félig-meddig betiltott, a nyilvános ülésezés jogától megfosztott Akadémia a forradalmárok és a nemzeti gondolkodás bástyája maradt a megtorlás és elnyomatás idején. A Vámbéry Ármin 1869-ben megjelent Magyar és török-tatár szóegyezések című tanulmánya nyomán kirobbant, Ugor-török háborúként elhíresült nyelvtudományi vita is jobbára akadémiai tagok között zajlott. A vitában Budenz, Hunfalvy és társaik cáfolni próbálták Vámbéry elméletét, mely szerint a magyar nyelvben található igen jelentős számú török elem arról tanúskodik, hogy a magyar kontaktusnyelv, ugor és türk elemekből kialakult kevert nyelv, melynek nem csak egy, hanem két őse van. Vámbéry haláláig kitartott elmélete mellett.
Az ugor-török háború kapcsán érdemes felidézni a nyelvész Maarten Mous gondolatait:
„Mixed languages pose a challenge to historical linguistics because these languages defy classification. One attitude towards mixed languages has been that they simply do not exist, and that the claims for mixed languages are instances of a naive use of the term. The inhibition to accept the existence of mixed languages is linked to the fact that it was inconceivable how they could emerge, and moreover their mere existence posited a threat to the validity of the comparative method and to genetic linguistics.”
„A kevert nyelvek kihívást jelentenek a történeti nyelvészet számára, mert ezek a nyelvek ellenállnak az osztályozásnak. A kevert nyelvek felé tanúsított egyik hozzáállás az volt, hogy egyszerűen nem léteznek, és a kevert nyelvekről szóló kijelentések a kifejezés naiv használatának esetei. A kevert nyelvek létezésének elfogadása elleni gátlás ahhoz a tényhez köthető, hogy felfoghatatlan volt hogyan is keletkezhetnek, és ráadásként puszta létezésük fenyegetést jelentett az összehasonlító módszer érvényességére és a genetikus nyelvészetre.”

## A finnugor nyelvrokonság és őshazaelmélet kritikái
Az elmélet első bemutatása óta számos tudományos kritikán átesett, részleteit folyamatosan alakítják. Azonban az uráli/finnugor nyelvrokonság hirdetői több, mint másfél évszázadnyi tudományos kutatómunka ellenére sem tudnak felmutatni egységes, széles körben elfogadott elméletet sem a finnugor nyelvek leszármazási rendjét és annak időrendjét, sem az e nyelveket beszélő népek őstörténetét illetően, ami azt is jelenti, hogy a magyar nyelvnek az uráli nyelvek közt elfoglalt pontos helye is tisztázatlan. Épp ezért nem véletlen, hogy az elképzeléseket és az alkalmazott módszertant is sok - gyakran igencsak megalapozott - kritika érte. Többen jelentkeztek alternatív nyelvrokonság-elméletekkel is. Ezek az elméletek kidolgozottságukban és tudományos színvonalukban jelentős eltéréseket mutatnak és olykor egymásnak is élesen ellentmondó állításokat tesznek.
Az alternatív nyelvrokonság-elméletek hirdetői jellemzően a magyar nyelv és a többi finnugornak tartott nyelv közötti kapcsolatok jellegét, illetve az esetleges rokonság mértékét kérdőjelezik meg. Az alternatív kutatók többsége szerint a finnugor-magyar nyelvi kapcsolatok tagadhatatlanok, de e kapcsolatok mértéke, jellege, oka kellően nem tisztázott, mint ahogy a magyar nyelvet az egyéb nyelvekhez fűző kapcsolatok sem eléggé föltártak. Így önmagában a finnugor-magyar nyelvi kapcsolatok léte nem bizonyítja a (nyelvészeti értelemben vett) finnugor-magyar genetikai kapcsolatot és nem zárja ki a más nyelvekkel, nyelvcsaládokkal való rokonságot.
Az első jelentős alternatív elméletnek Vámbéry elmélete tekinthető, amely a magyar nyelvet kontaktusnyelvnek, közelebbről kevert nyelvnek tartotta, amelynek nem csak egy, hanem két – ugor és török – őse van. Vámbéry utolsó, már csak halála után kiadott, "A magyarság bölcsőjénél" című munkájában adta összegzését munkásságának. Ebben amellett érvel, hogy a mai magyar nép és nyelv valójában csak a Kárpát-medencében született meg, az ide legkésőbb Attila idejében betelepült türk-ugor népkeverékből és a közé több hullámban betelepülő török népelemekből, melyek közül az utolsó jelentősebb a "honfoglaló" magyarok török törzse volt, akik aztán megalapították a Magyar Fejedelemséget. (Ez az elképzelés megelőlegezi a László Gyula képviselte kettős honfoglalás elméletet és azzal sokban megegyezik.)
Paolo Agostini az uráli nyelvcsalád gyakran hangoztatott régiségét vonta kétségbe, s amellett érvelt, hogy a ma az uráli nyelvcsaládba sorolt nyelvek olyan kreolizált nyelvek, amelyek egy olyan ősi pidzsin nyelvből fejlődtek, amely a Kazár Birodalom által ellenőrzött kereskedelmi útvonalak mentén és a kazár kereskedőtelepek körül alakult ki. Álláspontját elsősorban arra alapozza, hogy az urálinak tartott nyelvekben igen számos olyan török, mongol, tunguz, középperzsa, arab, héber, középlatin, korai szláv és germán eredetű kölcsönszó található, amelyek nem kerülhettek e nyelvekbe azok feltételezett közös Urál környéki vagy nyugat-szibériai őshazájában, így jelenlétüket csak az magyarázhatja, ha vándorszavakként kerültek be az egyes nyelvekbe egy jóval későbbi korban. Kiemeli, hogy az uráli nyelvcsaládba sorolt nyelvek a részben közös szókincsen és a nyelvtipológiai hasonlóságokon (amelyekben egyébként az altaji nyelvekkel is osztoznak) kívül nem mutatnak különösebb hasonlóságot. Álláspontja egyben azt is jelenti, hogy elveti az uráli/finnugor nyelvcsalád létezését. Nézete szerint a történelmi források és nyelvészeti megfontolások alapján a honfoglalás kori magyarok nagy valószínűséggel török anyanyelvűek voltak, de a kazárokkal való (a Birodalom kormányzásáról 38. és 39. fejezete által említettek szerint) viszonylag rövid együttélésük során gyorsan eltanulták a kazárok nyelvét is, mely szerinte a kazárok birodalmában kiterjedten használt, török alapú pidzsin nyelvet jelentette. A kereskedelmi kapcsolatok okán ezt a pidzsint ismerte és beszélte a Kárpát-medencében talált népesség is. A magyarok eredeti török nyelvéből, a kazár pidzsinből és a helyi népesség nyelvéből, nyelveiből alakult ki végül a mai magyar nyelv.
Angela Marcantonio számos írásában bírálta az összehasonlító nyelvészet módszereit úgy általában, s azok alkalmazását az uralisztika területén különösen.
Mario Alinei az etruszkot, egy ókori itáliai népcsoportot és nyelvét értelmezte uráliként és előmagyarként. Mivel azonban az etruszkok nyelve holt nyelv, amelyből rendkívül kevés nyelvemlék maradt fenn, így annak pontos leírása máig lehetetlennek bizonyult, ezért az elképzelés — mely egyébként a kőkori folytonosság elmélet (Paleolithic Continuity Theory) része — nehezen igazolható.
Pusztay János a finnugrisztika azon hagyományos elképzelését kérdőjelezte meg, amely az uráli nyelvcsaládot egy közös alapnyelvből vezeti le, amelyet egy azt beszélő, kis létszámú, etnikailag többé-kevésbé egységes közösséghez köt, a feltételezett alapnyelv előtörténetét azonban nem vizsgálja.
Szerinte a finnugor nyelvcsalád nyelvei és az azokat beszélő népességek közt nem állt fenn eredendő rokonság; az uráli nyelvcsalád valójában két finnugor és egy paleoszibériai nyelvi tömbből származik, létrejöttét az e tömbök közt megjelent nyelvi összetartás és kiegyenlítődés folyamatainak köszönheti, vagyis eredete poligenetikus. Ezért van az, hogy e nyelvek közt a nyelvi különbségek mind a mai napig elég jelentősek. Az úgynevezett uráli (tulajdonképp finnugor) korban az eredetileg paleoszibériai nyelvek átvettek bizonyos finnugor alaktani jegyeket (pl. a tárgy külön esettel, az akkuzatívusszal való jelölését), valamint – eltérő mértékben ugyan, de – elfinnugorosodott a szókészletük. A finnugorrá vált eredeti paleoszibériai tömbön belül a mai ugor nyelvek egyfajta híd szerepet tölthettek be, amit etimológiailag is lehet igazolni. Több olyan példa van, hogy ugyanarra a fogalomra két különböző alapnyelvi alakot lehet rekonstruálni, amelyek folytatása megvan az ugor nyelvekben, ám az egyiknek megfelelői csak a finnugor nyelvekből, másiknak a megfelelői csak a szamojéd nyelvekből mutathatók ki. Pusztay szerint a magyar egy szibériai grammatikájú, finnugor szókincsű középeurópai nyelv.
Budenz József mintegy 2000 szó finnugor rokonságát tette fel, végül 996-ról állapította meg a kapcsolatot. A finnugor eredetről szólva a mai napig is „körülbelül ezer” finnugor szóról szoktak beszélni. Valójában az elfogadottan uráli-finnugor kapcsolatú szavak száma nem éri el a 400-at, ezek is teljesen rendszertelenül jelentkeznek az egyes finnugor népek nyelveiben. Hol innen, hol onnan, Észak-Norvégiától a Jenyiszejig szóródik szét ez a 400 szó, mintegy 10 különböző nyelvben. Egy-egy finnugor nyelvben esetenként mindig csak néhány párhuzam található meg a magyarral, míg egymás között sokkal szervesebb kapcsolatokat mutatnak.
Több alternatív elképzelés szerint a finnugrisztika nem veszi figyelembe a magyarnak a más nyelvekkel való kapcsolatát, amelyek szerintük sokkal bővebbek, mint a finnugor irányban. „A finnugor elmélet aluldeterminál. Nem lehet olyan lexikai párhuzamokat izolálni, amelyek csak a finnugor nyelvekre érvényesek és más eurázsiai nyelvekre nem, mint például az altaji nyelvekre, törökre, mongolra, stb.”
A finnugor őshaza feltételezése elsősorban a régészeti adatokkal egyeztethető össze nehezen. Egyes régészek szerint a ma rendelkezésünkre álló adatok alapján a nép finnugorságának eredete egyenesen cáfolható, vagy legalábbis erősen valószínűtlen, és ebből (a nyelvtudományi szempontoktól függetlenül) a nyelvrokonság valószínűtlen voltára is következtetnek.
László Gyula a történeti nyelvészet kis létszámú, etnikailag többé-kevésbé egységes közösségről, uráli/finnugor nyelvű ősnépességről, és az e nép által lakott, viszonylag kompakt és jól körülhatárolható őshazáról szóló elképzelését utasítja el. Meglátása szerint a régészet és a néprajz nyújtotta tapasztalatok alapján ilyen, kis területen sűrűn élő, primitív néptömeg elképzelhetetlen, mert a halász-vadász-gyűjtögető fokon egy kisebb család eltartásához is igen kiterjedt terület szükséges, méghozzá folyópartokon és tópartokon, mert az erdő csak korlátozottan szolgál forrásként. Példája szerint a mai obi-ugorok kis települései is 20-30 kilométerre vannak egymástól.
Mivel elveti az uráli/finnugor ősnépre és őshazára vonatkozó hagyományosnak tekinthető elképzelést, ezért elveti az ősnép felbomlására épülő, szétvándorlásos nyelvfejlődési modellt is, amely szerint a lassan nyugat felé húzódó ősnépességről nagyobb néprészek szakadtak le, s végeredményben ezek képeznék a későbbi obi-ugor, permi, volgai és keleti-tengeri finn nyelvi tömbök alapját. Kiemeli, hogy a feltételezett vándorlással érintett területek – az erdős vidék déli pereme – eléggé ismertek régészetileg, és ilyen keletről nyugatra, vagy egyesek szerint nyugatról keletre történő vándorlást nemigen lehet nyomon követni.
Azonban az uráli/finnugor nyelvű népek nyelveinek rokonsága nem vitatható. Viszont, ha az uráli népek ősei sosem élhettek együtt egykor kis területen, tömören, s nem ezek szétvándorlása magyarázza a ma nyelvláncban elhelyezkedő finnugor népek rokonságát, akkor másféle magyarázatot kell találni a nyelvi rokonságra.
László szerint ez a rokonság csak nyelvi; az uráli/ finnugor nyelvű népek mind műveltségükben (népzene, népművészet, tárgykultúra), mind embertani értelemben különböznek egymástól. Néhány tipológiai hasonlóságot leszámítva az uráli/finnugor nyelvek közti hasonlóság is csak a szókincsre, annak is egy különleges rétegére, az alapvető kommunikációt lehetővé tévő szavakra korlátozódik.
A meglehetősen korlátozott közös szókincsen kívül minden nyelvnek hatalmas, egymással semmi rokonságot nem mutató szókincse van, amit a nyelvészek hagyományosan a nyelvek külön életében keletkezett újításokként kezelnek. De erre semmiféle közvetlen vagy közvetett bizonyíték nincs, és épp úgy tartozhattak az egyes finnugor nyelvek ősi szókészletébe is. Ha viszont az egyes nyelvek egymással nem rokon szókincse javarészt nem későbbi fejlemény, hanem ősi nyelvük maradványa, ez egyúttal azt is jelenti, hogy egykor e népek különböző nyelveken beszéltek és a közös finnugor szókészlet jövevény náluk, vagyis a nyelvcsalád poligenetikus és nem létezett a szó hagyományos értelmében vett uráli/finnugor alapnyelv.
Mivel a régészeti vizsgálatok eredményei azt mutatják, hogy a finn nép a Keleti-tenger partján alakult ki, és ugyanilyen helyi alakulást fedezett fel Valerij Nyikolajevics Csernyecov az obi ugorok esetében, így ugyanilyen sejthető a permi és volgai finnugor népek esetében is.
László elmélete szerint az uráli nép azonos lehet avval, amely a swideri műveltséget létrehozta, tehát eszerint a délukrajnai keleti-gravetti műveltség északra vándorolt népének egyik ága. Szerinte, ha e feltevés helyes, ebből jól magyarázható az uráli/finnugor nyelvek kialakulása. Ugyanis a swideri műveltség (i. e. 11.000–5.000) területe a mai Közép-Lengyelországtól az Urál hegységig húzódott. Felette a kunda-sigíri műveltség népeinek tömbjei figyelhetők meg. A swideri műveltség népe és a fölötte elterülő területet lakó kunda-sigíriek közt kapcsolat keletkezett, méghozzá tömbönként külön-külön. Az életfontosságú szókincset vették át, ugyancsak külön-külön. Tehát közlekedő nyelv (pidzsin) keletkezett, amelynek alapja a swideri-uráli nyelv volt. E közlekedő nyelv segítségével megértethették magukat a swideriekkel, s egyúttal egymással is. Ezt a közlekedő, egymással közvetett rokon nyelvsort értelmezik a történeti nyelvészek genetikus egységként, s nevezik uráli/finnugor nyelveknek. Így értelmezhető az a megállapítás, hogy az uráli nyelvből származtak a különböző finnugor nyelvek. Arra a következtetésre, hogy ez az uráli ősnyelv talán a kialakuló magyarságnak lett volna nyelve, szerinte csak az adna okot, hogy a magyarság lélekszáma – történelme folyamán elszenvedett hatalmas vérveszteségei ellenére – az összes finnugor nyelvű népek kétszerese.
A régészek – mint például Colin Renfrew – megfogalmazzák azokat az alapvető problémákat, amelyek a történeti nyelvészet őstörténeti elméletei kapcsán felmerülnek. Alapvető probléma, hogy nyelvemlékek hiányában a nyelvi változások nem tükröződnek a régészeti leletekben,  a történeti nyelvészek mégis szívesen azonosítják a tárgyi leletek egy adott együttesét  egy bizonyos csoporttal, törzzsel, néppel, akik meghatározott nyelvet beszéltek. A régészek szerint azonban az ilyen azonosítások mindig megkérdőjelezhetők.
Még hevesebb a vita egyes régészeti leletek kapcsán. Például számos olyan leleten vélnek felfedezni rovásírást (lásd például a szeged-nagyszéksósi leletet), aminek a korát honfoglalás kora előtti időre datálják, egyes kutatók azonban magyar olvasatot készítettek rá.
A finnugor őshaza elméletével szembeni másik gyakori ellenvetés, hogy a magyar népi kultúra, magyar mitológia, magyar népmesék, magyar népzene, magyar népművészet elemeinek nagy része összeegyeztethetetlen a legtöbb finnugor népével.
A vita tudományos kereteken kívül is folyik, például Dúró Dóra parlamenti képviselő egy ízben az országgyűlésben is támadta a magyar nyelv finnugor eredetét.